# VW Golf V
| Sterne im Euro-NCAP-Crashtest (2004) |

Golf V ist die Bezeichnung für die fünfte Baureihe des VW Golf. Er löste im Oktober 2003 den erfolgreichen Golf IV ab.
Im Oktober 2008 wurde der Golf V in Deutschland durch den Golf VI ersetzt.
Erstmals erhielt der Golf V statt der seit dem Golf I verwendeten einfachen Verbundlenkerachse eine Vierlenker-Hinterachse. Sie hat verbesserte Fahreigenschaften insbesondere in Kurven. Volkswagen zog auf diese Weise mit Ford gleich, die seit Herbst 1998 im Focus eine ähnlich aufwendige Hinterachskonstruktion einsetzten. Auf Basis der neuentwickelten Hinterachse konnte Volkswagen die Plattform des Golf V auch für deutlich schwerere Modelle wie beispielsweise den VW Touran verwenden.
Der Golf V konnte in Deutschland nicht an den Erfolg des Vorgängers anknüpfen, was sich unter anderem daran zeigt, dass am 31. Dezember 2008 – also am Ende des letzten Produktionsjahres – in Deutschland nur 786.554 Golf V zugelassen waren. Zur gleichen Zeit wies die Zulassungsstatistik für das Vorgängermodell, das bereits fünf Jahre aus der Produktion war, mit 1.558.955 fast doppelt so viele Fahrzeuge aus, für das bereits elf Jahre eingestellte Vor-Vorgängermodell (Golf III) immerhin noch 1.137.614. Die Konsequenz des vergleichsweise geringen Absatzes war eine verkürzte Bauzeit des Golf V. Der in technischen Details und äußerlich veränderte Nachfolger Golf VI kam 2008 eher als erwartet heraus. Die Plattform und viele äußerlich nicht sichtbare Bauteile waren die gleichen wie im Golf V.

## Modellgeschichte

### Allgemeines

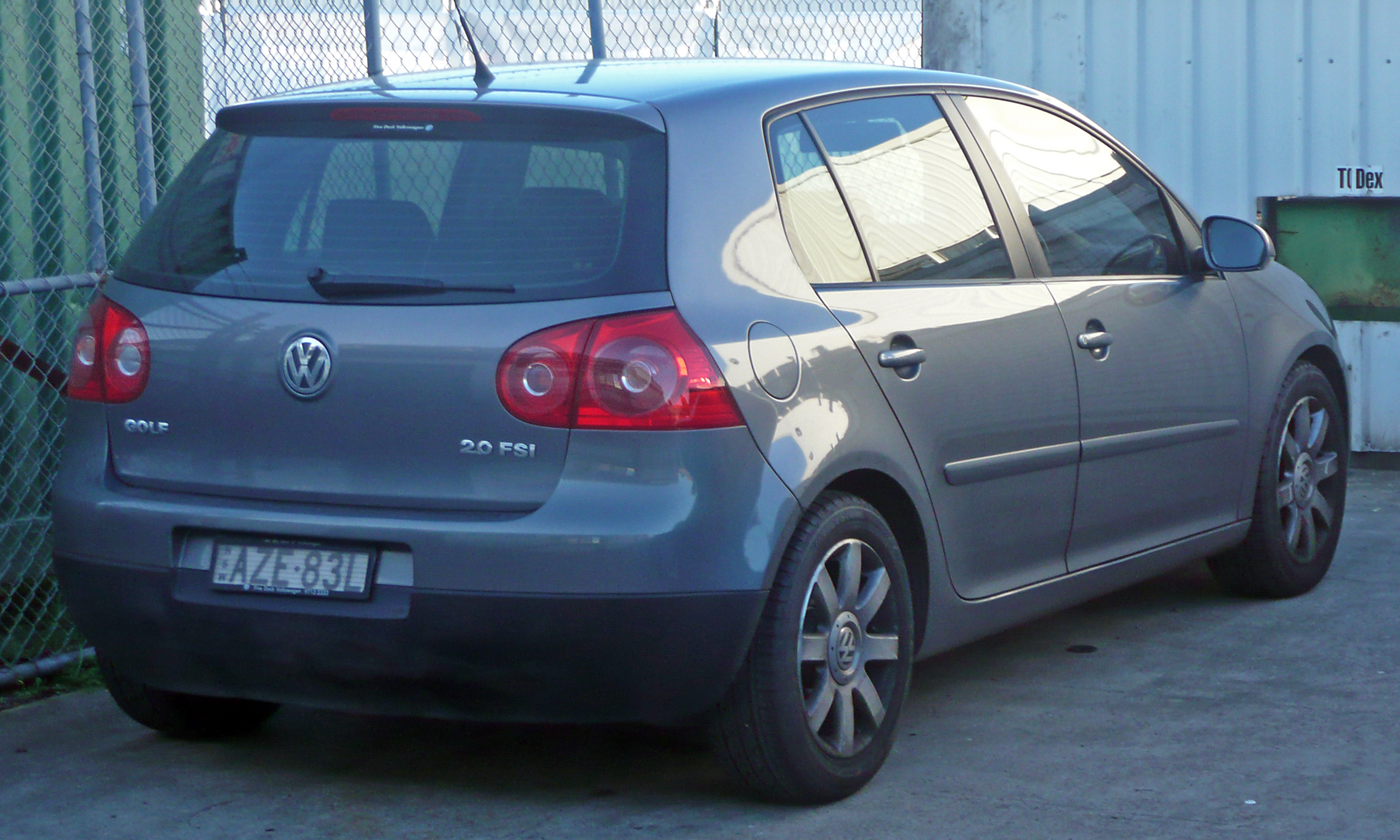
VW Golf V Heckansicht

- 2003: Vorstellung des Golf V mit den Ottomotoren 1,4 55 kW (75 PS), 1,4 FSI 66 kW (90 PS) und 1,6 FSI 85 kW (116 PS) sowie den Dieselmotoren 1,9 TDI 77 kW (105 PS) und 2,0 TDI 103 kW (140 PS); neue Vierlenker-Hinterachse. Serienmäßig (auf dem deutschen Markt) waren: Vier Scheibenbremsen, elektromechanische Servolenkung, Elektronisches Stabilitätsprogramm (ESP), Antriebsschlupfregelung (ASR), Bremsassistent, elektronische Differentialsperre (EDS), Antiblockiersystem (ABS), sechs Airbags, elektrische Außenspiegel und Fensterheber und Funk-Zentralverriegelung. Sowohl die Kombiversion Golf IV Variant als auch der mit Stufenheck und ebenfalls als Kombi angebotene Bora wurden weitergebaut.
- Im Golf V wurde – wie bereits seit 2001 im Golf IV – der CAN-Bus von Bosch eingesetzt.
- 2004: Weitere Motoren: Ottomotoren 1,6 75 kW (102 PS) und 2,0 FSI 110 kW (150 PS) sowie Dieselmotoren 2,0 SDI 55 kW (75 PS) und 1,9 TDI 66 kW (90 PS); „30 Jahre Golf“: kostenlose Klimaanlage (Verkaufsförderungsmaßnahme befristet bis September 2004), 6-Gang-Direktschaltgetriebe (DSG) als Sonderausstattung gegen Aufpreis für die Dieselmotoren 1,9 TDI 77 kW (105 PS) und 2,0 TDI 103 kW (140 PS), 6-Gang-Automatikgetriebe mit Tiptronic-Schaltung als Sonderausstattung gegen Aufpreis für die Motoren 1,6 75 kW (102 PS), 1,6 FSI 85 kW (115 PS) und 2,0 FSI 110 kW (150 PS), Golf 4motion mit Allradantrieb als Sonderausstattung für den Motoren 2,0 FSI 110 kW (150 PS), 1,9 TDI 77 kW (105 PS) und 2,0 TDI 103 kW (140 PS) verfügbar.
- 2005: Produktionsbeginn des Golf GTI mit neu entwickeltem turbogeladenem FSI-Motor mit 147 kW (200 PS).
- Mitte 2005 (Modelljahr 2006) wurden einige Sparmaßnahmen umgesetzt, wie zum Beispiel eine Stabantenne (wie beim IV) sowie dunklere, sich angenehmer anfühlende Materialien am Armaturenbrett, nur noch acht statt zehn Lautsprecher, eine kleinere Batterie beim 1,4- und 1,6-Ottomotor. Die Veränderungen konnten je nach Ausstattungsvariante unterschiedlich sein. Die Stufenheckversion Jetta kam als Nachfolger des Bora auf den Markt.
- September 2005: Das Sondermodell Golf speed wurde eingeführt. Diese Sonderedition war ein Projekt von Auszubildenden von VW und war auf 200 Exemplare limitiert. Jeweils 100 Fahrzeuge wurden in den Farben Gelb und Orange (Original-Farben von Lamborghini) hergestellt.
- Dezember 2005: Golf GT mit neuem TSI-Twin-Charger als TSI (Kompressor und Turbolader) sowie als 2,0 TDI mit 125 kW (170 PS).
- Januar 2006: Einführung des Golf GTI in den USA
- Februar 2006: Golf Goal als Sondermodell zur Fußball-Weltmeisterschaft 2006 in Deutschland. Der Goal erhielt eine umfangreiche Serienausstattung mit Klimaanlage, CD-Radio, Sitzheizung, Einparkhilfe, Geschwindigkeitsregelanlage, Multifunktionsanzeige, Lederlenkrad, Fußmatten, Räder/Reifen in 16 Zoll, Nebelscheinwerfer, Beifahrerspiegelabsenkung, beheizten Scheibenwaschdüsen und einer Scheinwerfer-Reinigungsanlage. Gegenüber dem Standardmodell Trendline ergab sich dadurch ein Preisvorteil von 1236 Euro. Als Sonderfarbe bot VW das Copper Orange an. Produktion bis August 2006.
- Sommer 2006: Einführung des Golf V in Nordamerika unter der Bezeichnung Rabbit; Start des Golf TSI mit 103 kW (140 PS).
- 2007: Sondermodell Golf V Fahrenheit – eine Edition des GTI mit DSG, die es nur in den USA (1200 Stück) und Kanada (150 Stück) gab.
- Januar 2007: Sondermodell Golf Tour in Kooperation mit TUI als Nachfolger des Golf Goal; leicht veränderte Ausstattung (Gutschein für einen Reisetag bei Buchung über TUI, Entfall des Winterpakets und der Fußmatten).
- März 2007: Vorstellung des Golf V Variant auf dem Genfer Auto-Salon. Markteinführung im Sommer 2007.
- Juli 2007: 1,4 TSI mit 90 kW (122 PS) ersetzte 1,6 FSI.
- Oktober 2007: Sondermodell Golf United als Nachfolger für den Golf Tour in leicht veränderter Ausstattung (Serie Leichtmetallräder Mugello, Sporttasche mit Handtuch und Ball von Nike, Entfall Climatronic und anderes). Erstmals TSI (90 kW/122 PS) mit 7-Gang-Direktschaltgetriebe bestellbar.
- Februar 2008: Sondermodell Golf Edition parallel zum Golf United mit geringerer Ausstattung (Serie Leichtmetallräder Atlanta, Climatic, Chrom-Paket, aber Entfall Sporttasche-Handtuch-Ball von Nike, Licht-und-Sicht-Paket, Winter-Paket, getönte Scheiben und anderes).
- Sommer 2008: Ende der individualisierten Bestellbarkeit des Golf V ab Werk aufgrund des im Oktober bevorstehenden Modellwechsels.

### Golf GTI
Der Golf V GTI kam im Herbst 2004 auf den Markt. Er zeichnete sich durch optische Features aus, wie zum Beispiel einen anderen Kühlergrill, einen sogenannten, Plakettengrill (eine Sonderform des bei Audi verwendeten Singleframe) mit rotem Rand, schwarze Seitenschweller, BBS-Hohlkammerrädern in 17 oder 18 Zoll, karierte Sitzbezügen, Aluminiumeinlagen und anderen Tacho. Technische Anpassungen waren beispielsweise das GTI-Sportfahrwerk oder der 2,0-TFSI-Vierzylinder-Ottomotor mit 147 kW (200 PS) Leistung.

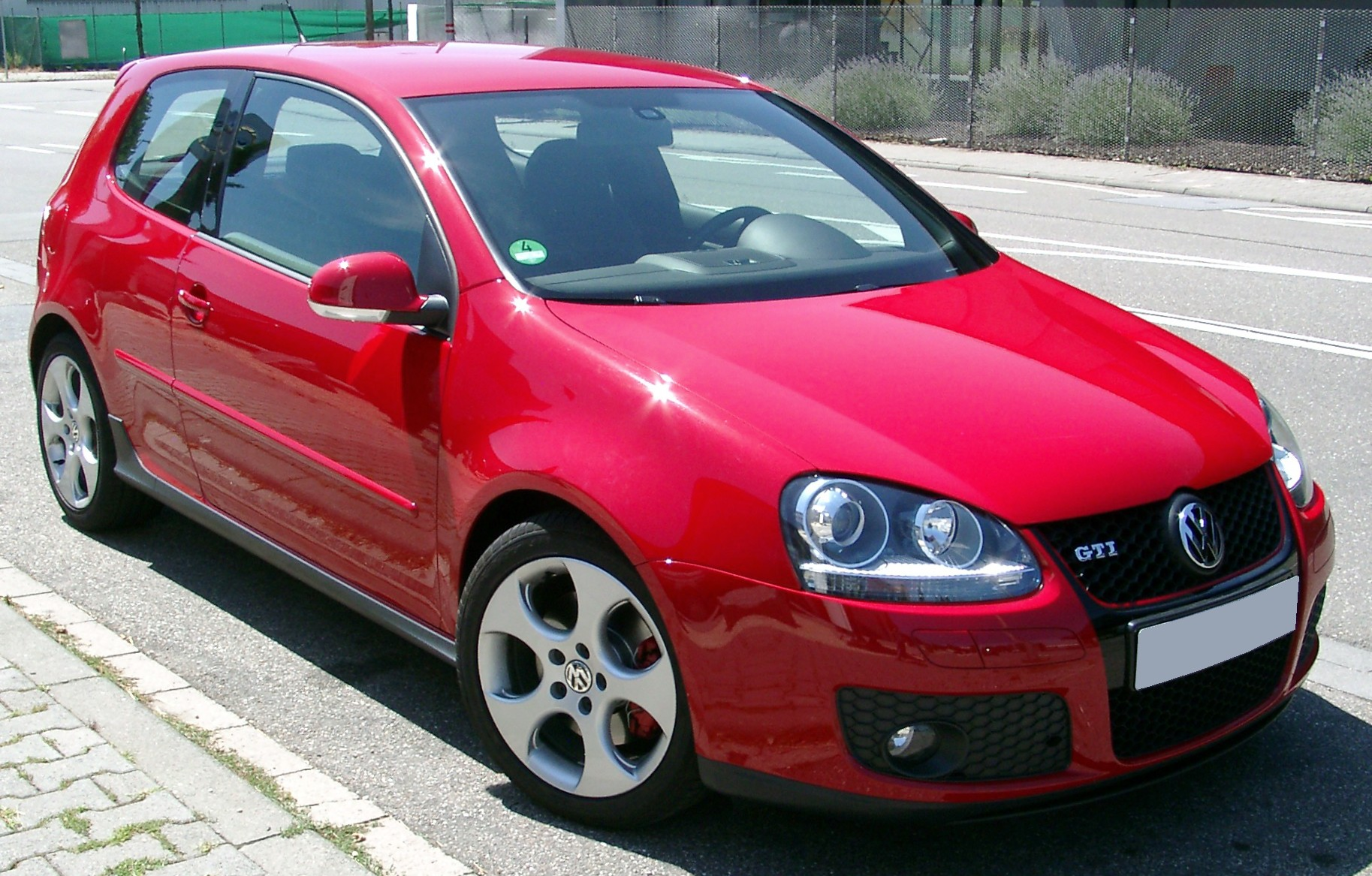
VW Golf GTI
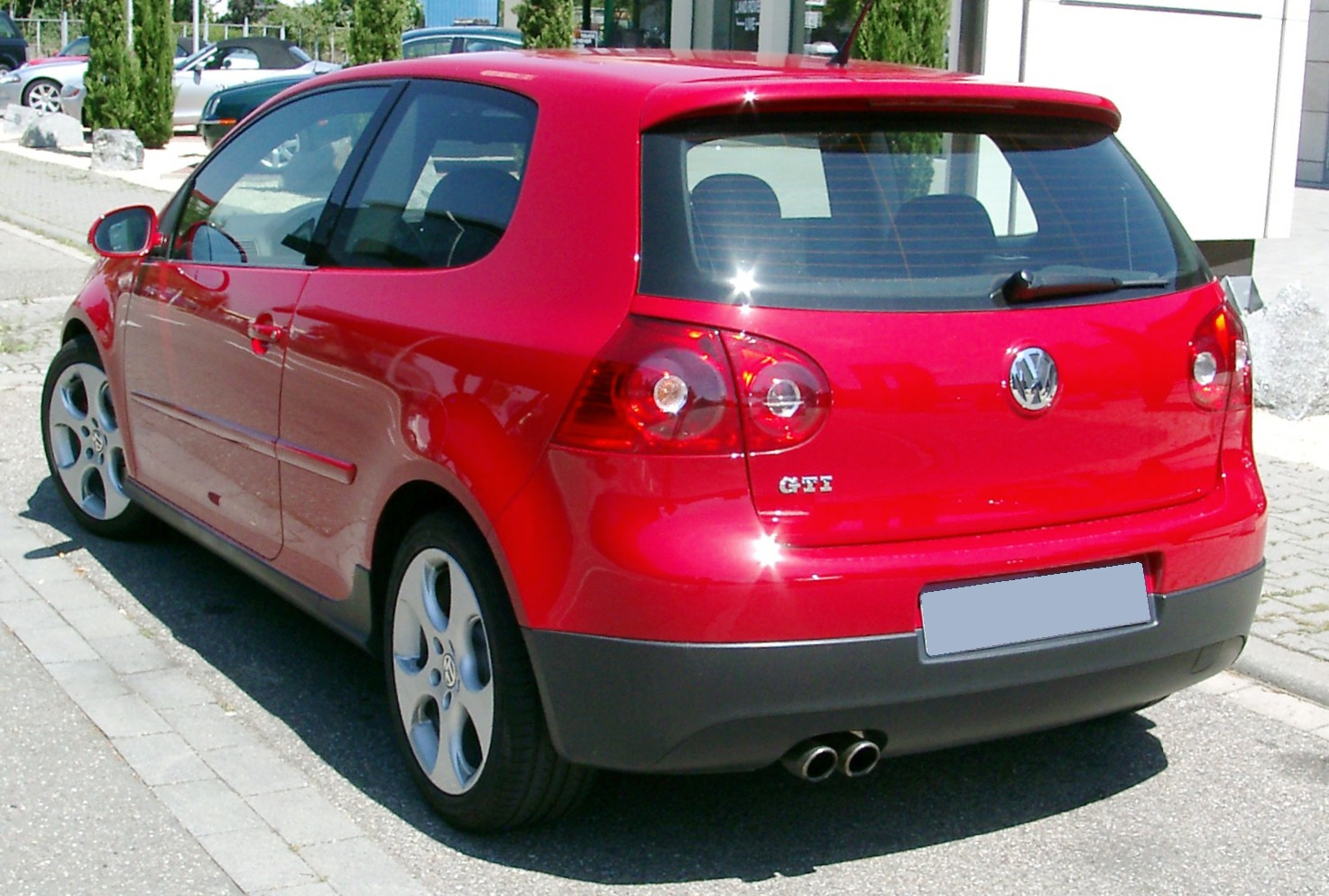
Heckansicht

#### Golf GTIEdition 30

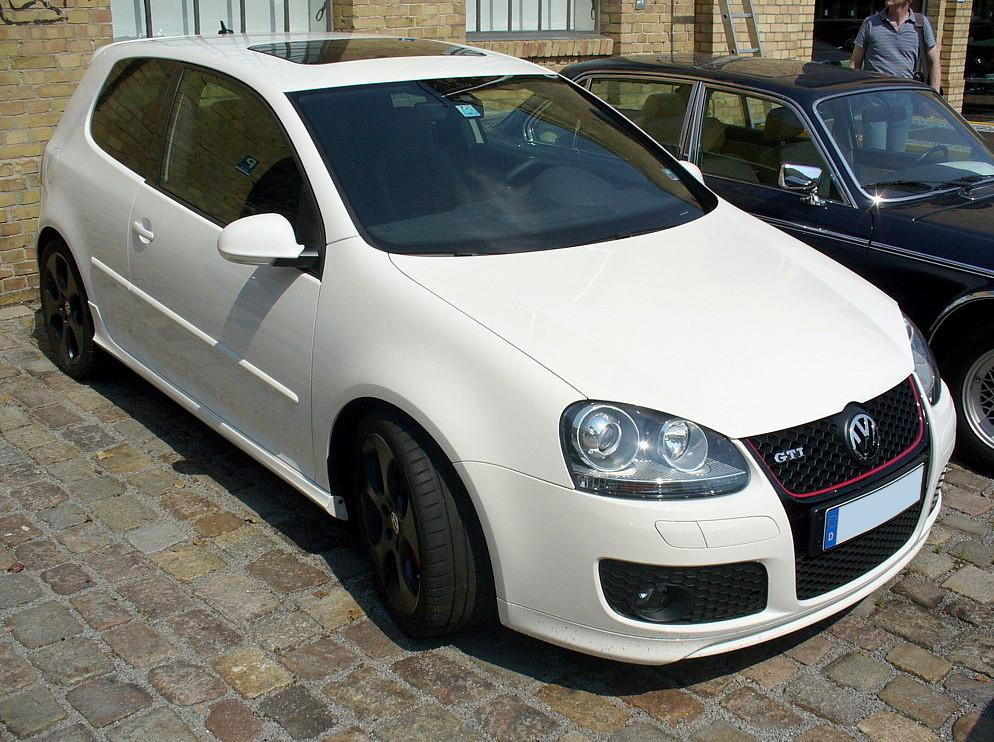
VW Golf GTI „Edition 30“

Zum 30-jährigen Jubiläum des Golf GTI stellte Volkswagen im Herbst 2006 das frontgetriebene GTI-Sondermodell Edition 30 vor. Das Sondermodell unterschied sich
- äußerlich durch in Wagenfarbe lackierte und gegenüber dem normalen GTI leicht modifizierte Anbauteile, dunkle Rückleuchten, schwarze Aluminiumräder Detroit und Edition-30-Schriftzug am Heck,
- durch einen modifizierten Innenraum: rote Ziernähte an Handbremshebel, Lenkrad, Fußmatten und Golfball-Schaltknauf sowie Sportsitze mit karierten Bezügen, eingefasst in lederbezogene Seitenwangen.

In Anspielung auf den 30. Geburtstag des Golf GTI wurde bei diesem Sondermodell ein um 30 PS gesteigerter Motor mit 169 kW (230 PS) und 300 Nm eingebaut. Das Fahrzeug kann eine Höchstgeschwindigkeit von 245 km/h (Werksangabe) erreichen. Der Golf GTI beschleunigt von null auf 100 km/h in 6,8 Sekunden (Handschaltung) oder 6,4 Sekunden (Direktschaltgetriebe). Turbolader und Rumpfmotor wurden auch im Audi S3 (195 kW/265 PS) eingesetzt.

#### Golf GTIPirelli

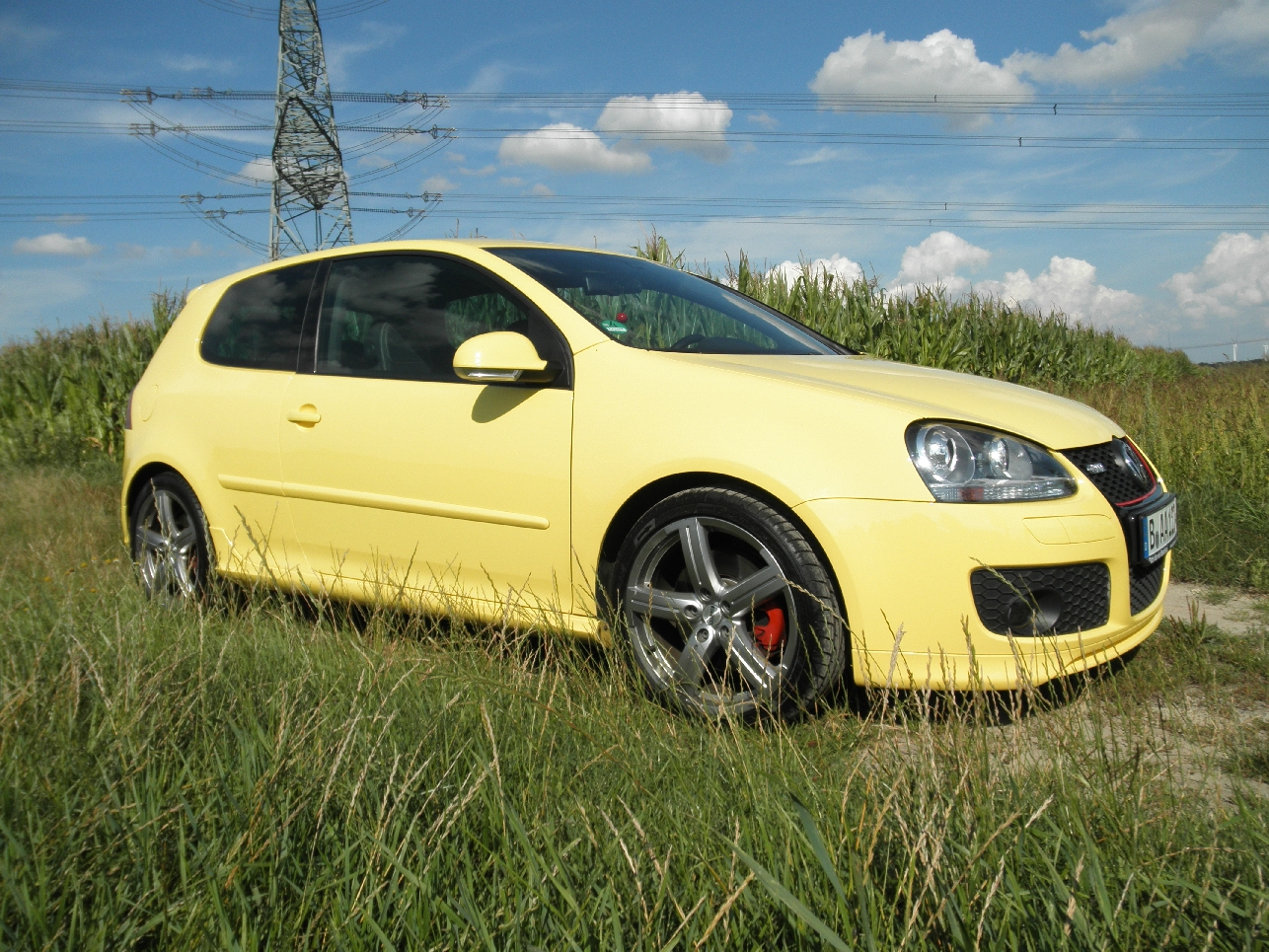
VW Golf GTI Pirelli (2007)

Im September 2007 gab Volkswagen ein neues GTI-Modell zum Verkauf frei: den Golf GTI Pirelli.
Ausgestattet mit dem Motor des Golf GTI Edition 30 und vielen Extras, wie zum Beispiel speziellen Pirelli-Rädern, abgedunkelten Heckleuchten, in Wagenfarbe lackierten Stoßfängern, Seitenschwellern sowie Teilleder-Sportsitzanlage mit eingeprägtem Reifenprofil und gelben Ziernähten, erinnerte der Pirelli-GTI an den 1983 eingeführten Golf I GTI Pirelli. Den speziellen gelben Farbton „Sunflower“ gab es nur für die Pirelli-Edition.

#### Golf GTILimited Edition 240
Volkswagen stellte 2008 mit der GTI Limited Edition 240 ein Sondermodell des Golf GTI vor, das auf der GTI Edition 30 basierte.
Es war mit einem 2,0-Liter-TFSI-Motor ausgestattet, welcher eine Leistung von 176 kW (240 PS) aufwies, also rund 10 PS mehr als der Edition-30-GTI. Dieses Modell war zusätzlich mit Bi-Xenon-Scheinwerfern, Pioneer-Touchscreen-Navigationssystem, neuem Soundsystem sowie dem Emblem "Limited Edition 240" an Frontgrill und Heck ausgestattet. Das Sondermodell, von dem nur 300 Stück gebaut wurden, kam ausschließlich in den Niederlanden auf den Markt.

### Golf SDI
Die Bezeichnung SDI (Saugdiesel mit Direkteinspritzung) steht für einen Dieselmotor, der mit dem TDI weitgehend baugleich ist, bis auf den fehlenden Turbolader samt Ladeluftkühlung und einer entsprechend vereinfachten Motorsteuerung.
Die Leistung betrug 50 kW (68 PS) bei einem Hubraum von 1,9 Litern. Seit Februar 2004 war im Golf V ein SDI mit zwei Litern Hubraum, einer maximalen Leistung von 55 kW (75 PS) und 140 Newtonmetern maximalem Drehmoment erhältlich. Bei diesem Motor wurde erstmals die aus dem TDI bekannte Pumpe-Düse-Direkteinspritzung eingesetzt. Der Golf 2,0 SDI erreicht eine Höchstgeschwindigkeit von 163 km/h.

### Golf BlueMotion
Nach den BlueMotion-Modellen von Polo und Passat stellte Volkswagen auf der IAA 2007 eine verbrauchsreduzierte Variante des Golf V vor. Mit seinem TDI-Motor mit 77 kW (105 PS) erreichte er nach Werksangaben einen Durchschnittsverbrauch von 4,5 l/100 km. Die Ersparnis gegenüber dem Seriengolf mit dem gleichen Motor beträgt demnach 0,6 l/100 km, etwa zwölf Prozent. Der ADAC ermittelte auf dem Prüfstand einen Durchschnittsverbrauch von 4,9 l/100 km beim Golf BlueMotion und 5,3 l/100 km beim mit dem gleichen Motor ausgestatteten Serien-Golf. Der Aufpreis für das BlueMotion-Paket betrug 325 Euro und enthielt eine Tieferlegung um 10 mm, aerodynamische Verbesserungen (Verkleidung des Unterbodens), ein geändertes Motormanagement, Leichtlaufreifen, die gegenüber Standardreifen mit 0,3 bar mehr Druck aufgepumpt werden, und einen Bordcomputer mit Gangwahlempfehlung. Der Golf V BlueMotion erhielt ein Schaltgetriebe, bei dem die Gänge 3 bis 5 länger als beim serienmäßigen Fünfgang-Golf übersetzt sind. Bei 180 km/h dreht der Motor bei der BlueMotion-Ausführung mit etwa 3100/min. Die Höchstgeschwindigkeit beträgt infolge des verbesserten cw-Werts 190 km/h gegenüber den 187 km/h des Serien-Golfs.

### Golf R32

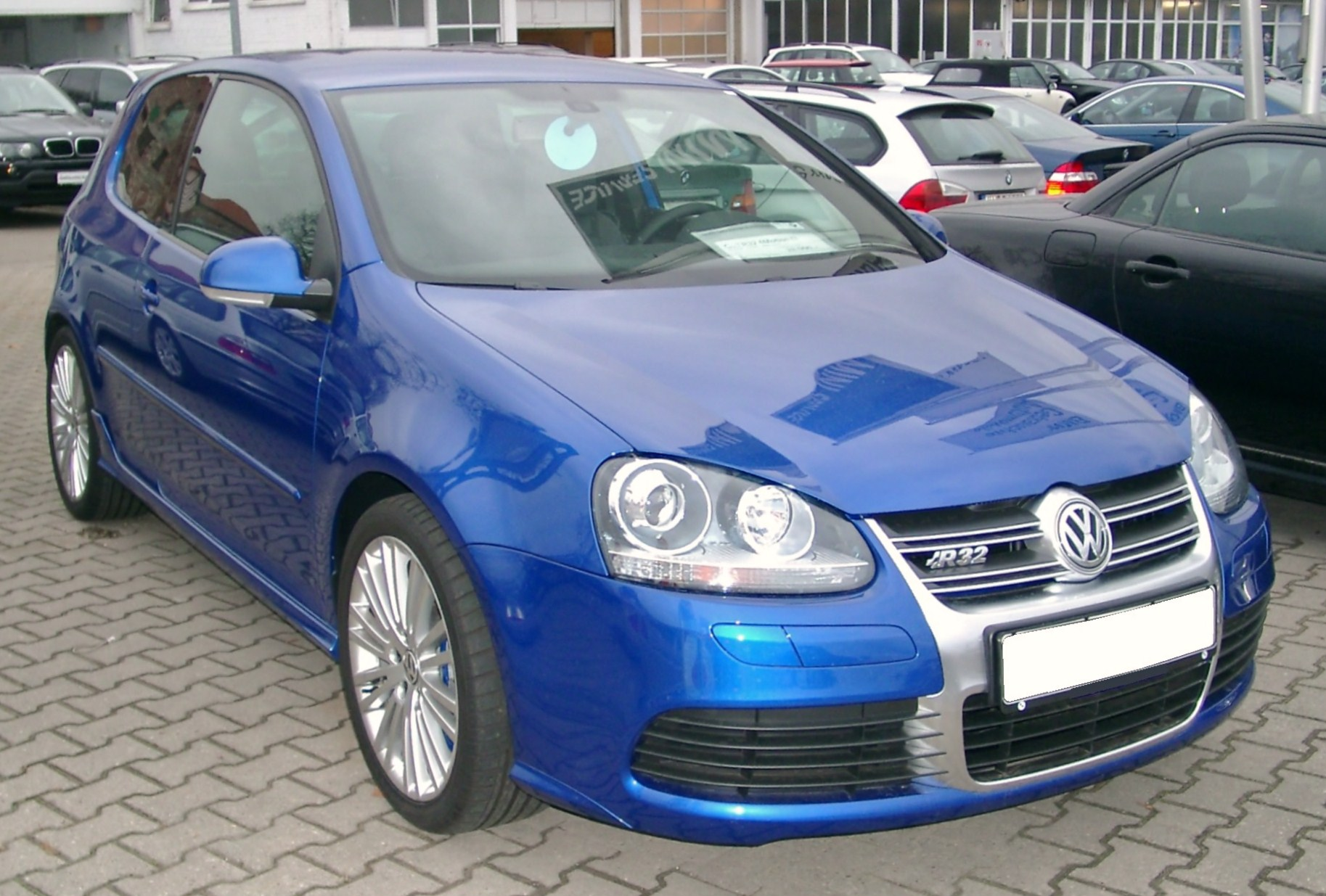
VW Golf R32

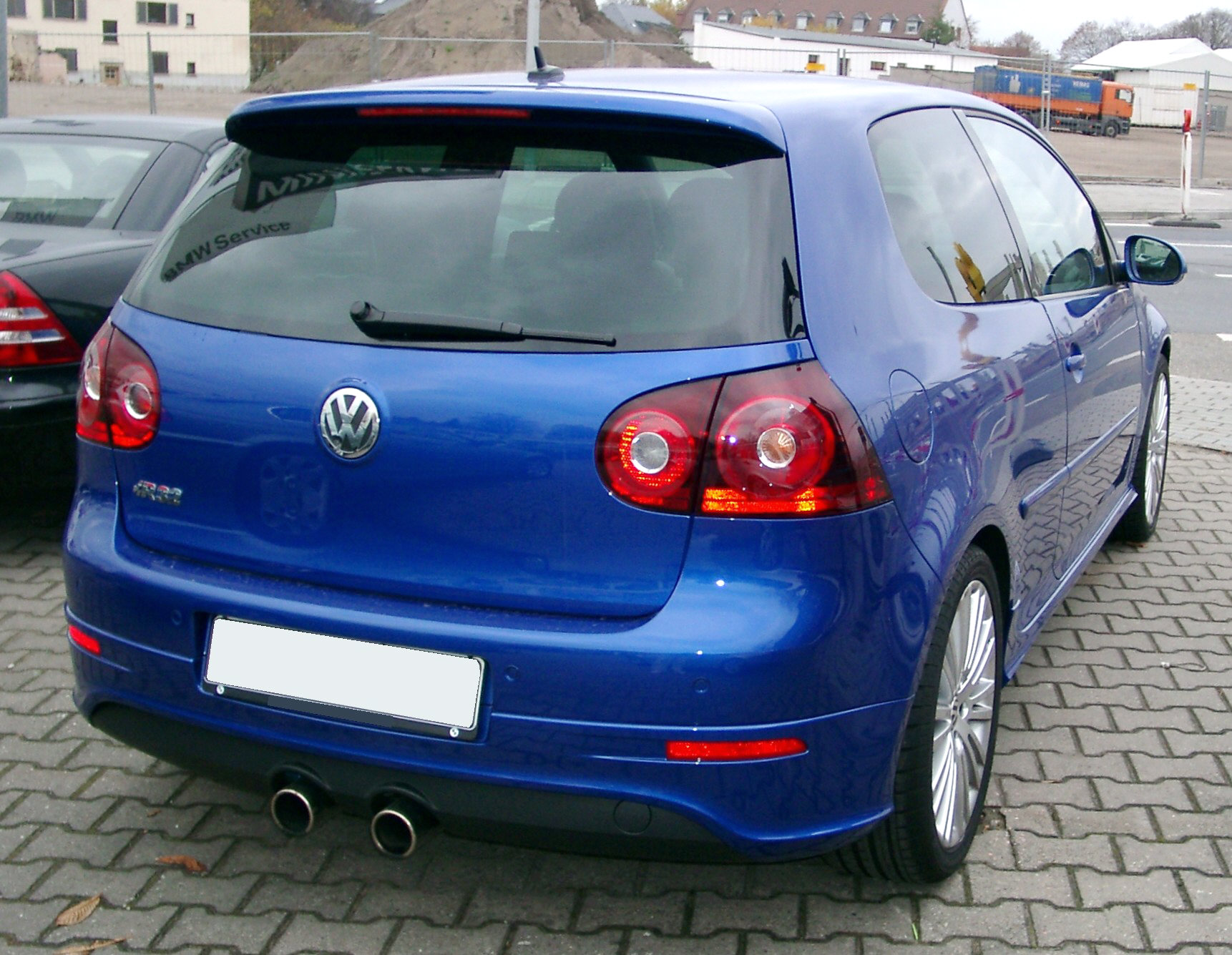
Heckansicht

Der Golf R32 auf Basis des Golf V war ab September 2005 erhältlich.
Der R32 war das letzte Modell der Baureihe mit einem Sechszylinder. Die 184 kW (250 PS) und 320 Nm Drehmoment des neueren VR6-Motors wurden – wie bereits beim Golf IV R32 – durch den Allradantrieb 4MOTION auf die Straße übertragen. Ein manuell geschaltetes Sechsganggetriebe war serienmäßig, optional wurde das Direktschaltgetriebe DSG angeboten. Die Höchstgeschwindigkeit betrug 250 km/h. Aus dem Stand benötigte der R32 6,5 Sekunden auf 100 km/h (mit DSG: 6,2 Sekunden).
Bereits in der Basisversion war dieser Golf mit zahlreichen Funktionen wie Klimaautomatik (Climatronic), Bordcomputer, ABS (Antiblockiersystem), ESP (Elektronisches Stabilitätsprogramm), Xenonlicht, Bremsassistent und vorderen 345-mm-Bremsscheiben ausgestattet. Die Serienausstattung des R32 ließ sein Leergewicht steigen; es war mit 1590 kg um fast 450 kg höher als das der Basisausstattung des Golf V. Beim Golf VI wie auch beim VII und VIII werden die Spitzenmodelle R jeweils von einem turboaufgeladenen Vierzylinder angetrieben.

### Golf GT/GT Sport

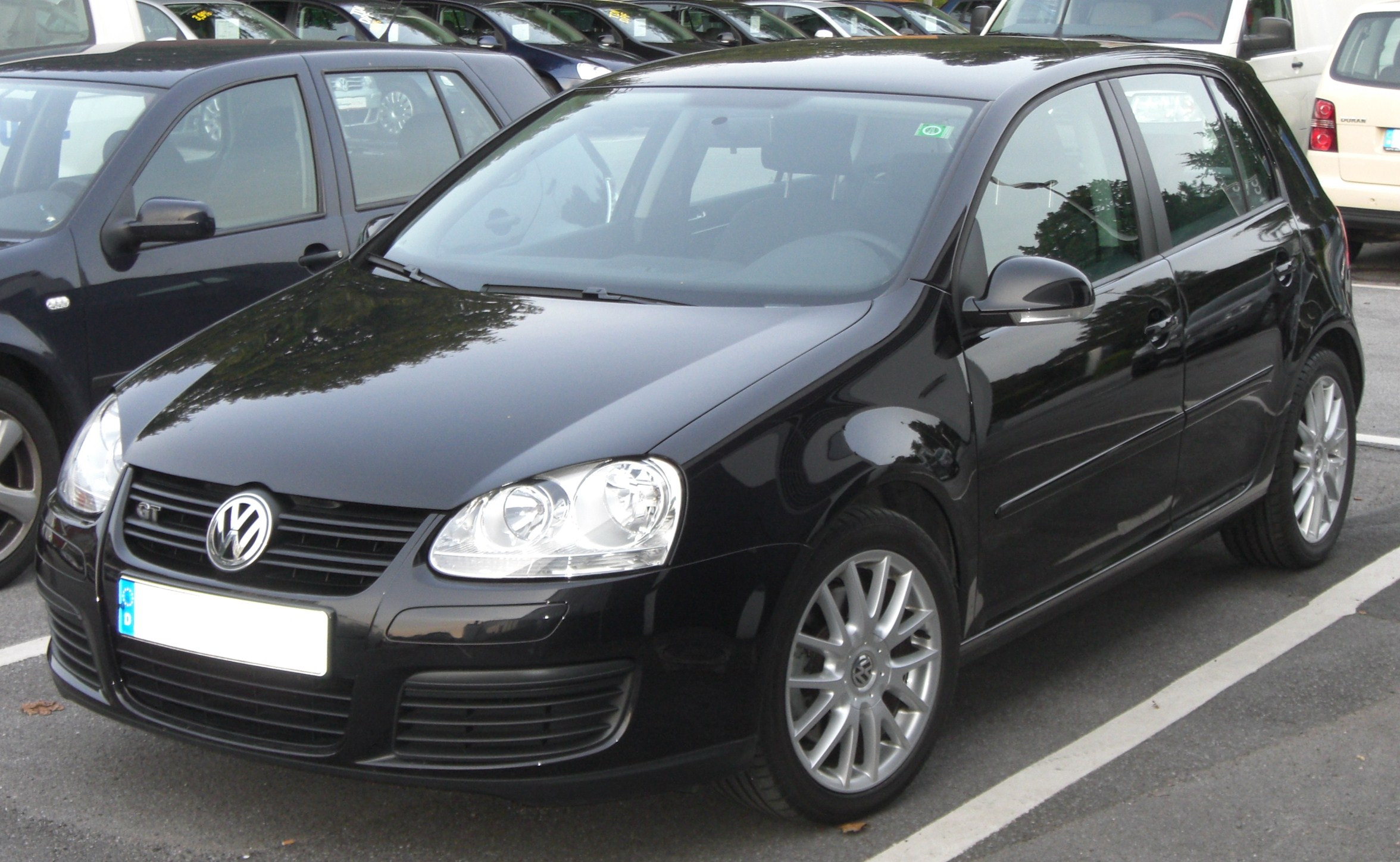
VW Golf GT

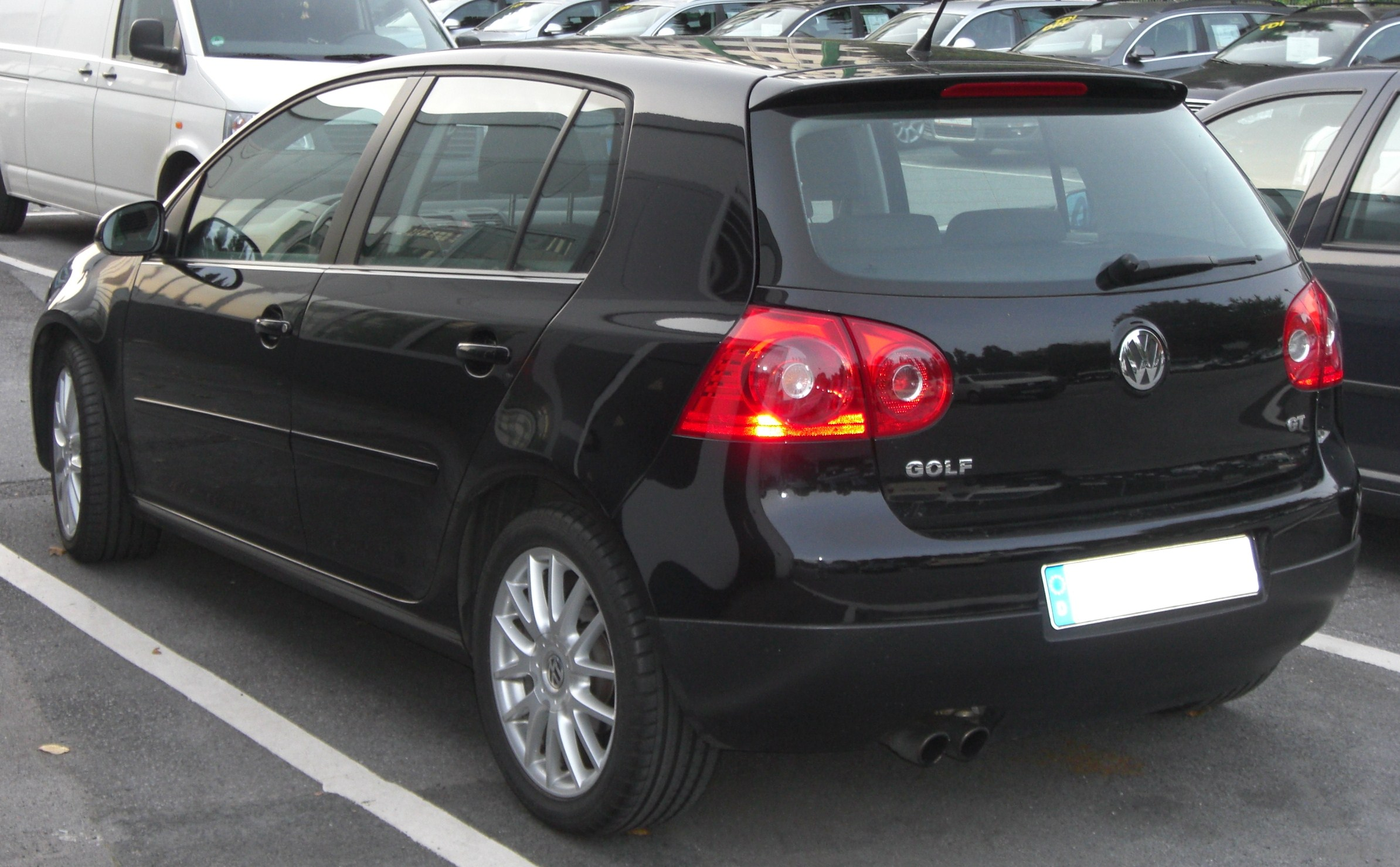
Heckansicht

Der Golf GT/GT Sport mit TSI-Technik wurde im Februar 2006 vorgestellt. Die Motoraufladung erfolgte sowohl durch Turbolader als auch Kompressor (Doppel- oder Stufenaufladung). Dabei arbeitet der Kompressor im unteren Drehzahlbereich allein, im mittleren Bereich wird der Turbolader „hinzugeschaltet“. Bei hohen Drehzahlen arbeitet der Turbo allein. Dadurch erreichte er ein maximales Drehmoment von 240 Nm und eine Endgeschwindigkeit von 220 km/h. Diese Technik wurde bereits 1985 im Lancia Delta S4 eingesetzt.
Der Golf GT/GT Sport war auch mit einem 2,0-TDI-Motor erhältlich, der bei 350 Nm maximal 125 kW (170 PS) leistete. Der Diesel-GT/GT Sport hatte einen Normverbrauch im Mix von 5,9 Litern Diesel auf 100 Kilometern, beschleunigte von 0 auf 100 km/h in 8,2 Sekunden und erreichte eine Höchstgeschwindigkeit von 220 km/h.

#### Unterschied zwischen Golf GT und GT Sport

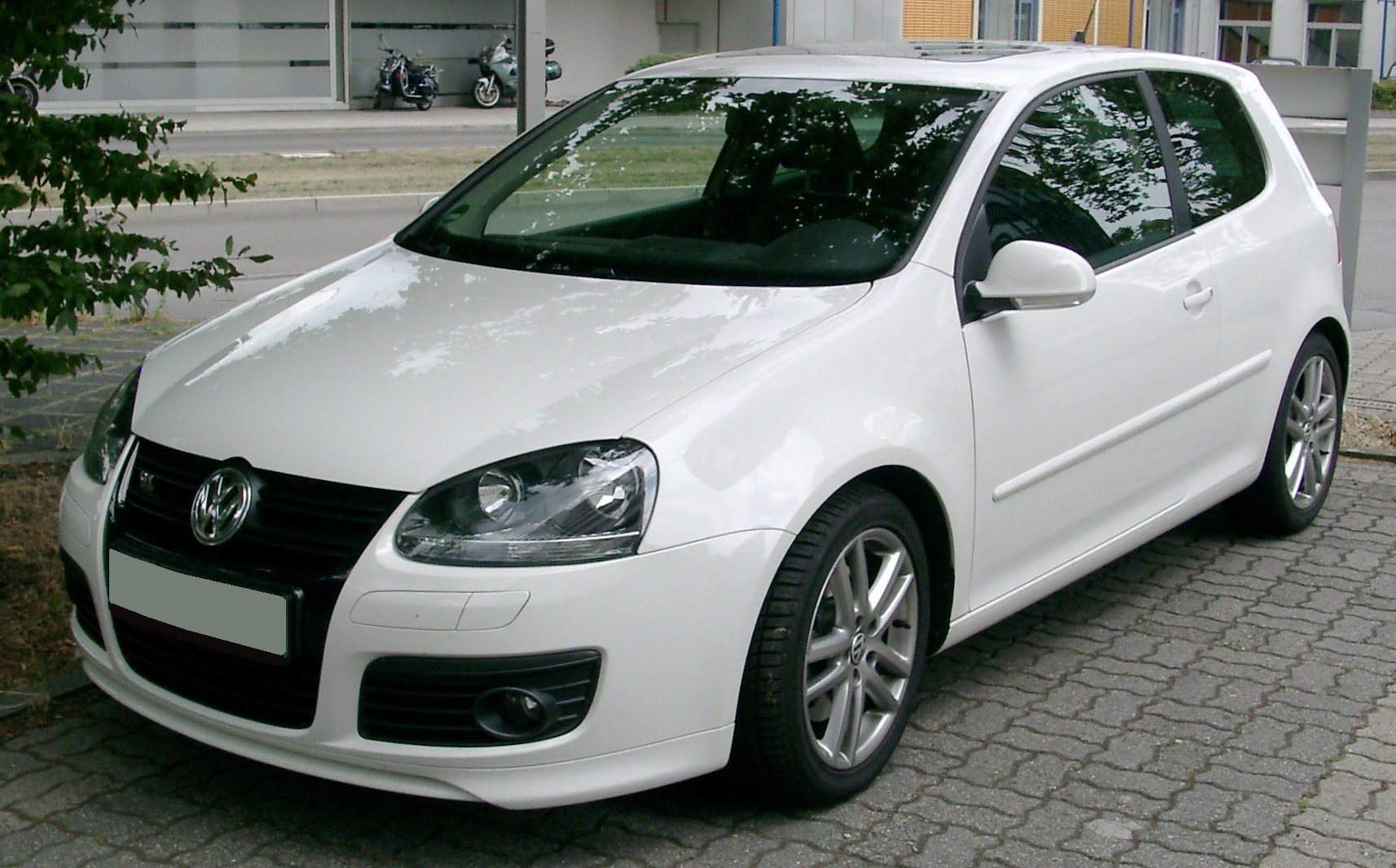
VW Golf GT Sport

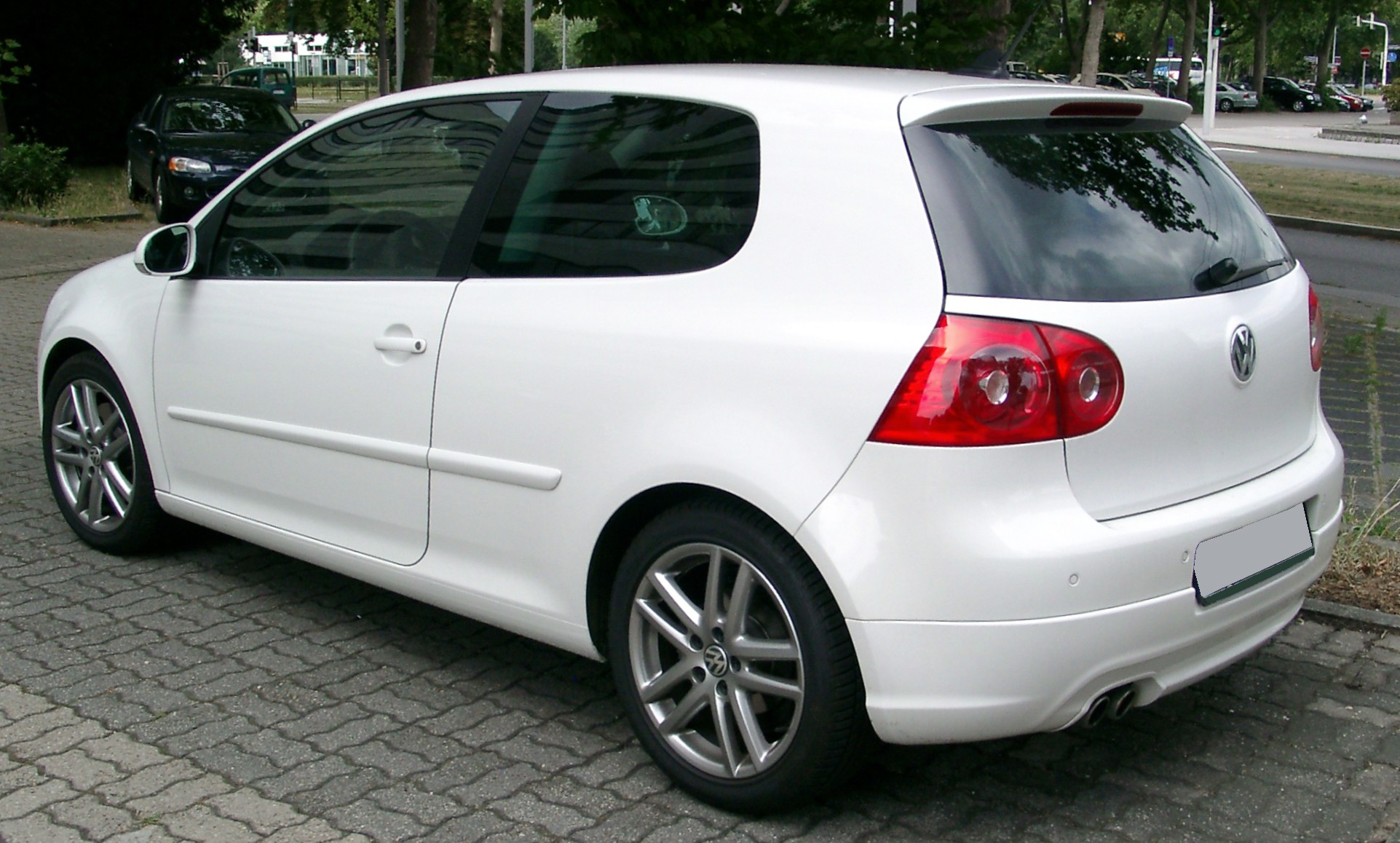
Heckansicht

Der GT Sport ersetzte die Ausstattungs- und Designlinien GT und Sportline, womit der optisch differenzierte GT-Auftritt nun auch mit mehr Motoren kombiniert werden konnte.
Äußerlich waren die Unterschiede zwischen den beiden Modellen relativ gering. So war etwa der Kühlergrillrand beim neuen Modell in Schwarz und nicht in Wagenfarbe lackiert, außerdem war der untere Frontschürzenabschluss etwas anders ausgeführt. Am Heck hatte der GT Sport eine komplett lackierte Schürze, nicht aber das stets sichtbare Doppelendrohr (nur bei 125 kW/170 PS). Im Ergebnis entsprach die neue Variante optisch der Ausrüstung des bei Trendline und Comfortline erhältlichen Designpakets von Volkswagen Individual. Schließlich gab es andere Aluräder als am GT; am 17-Zoll-Format und den 225/45er-Reifen änderte sich nichts.
Der GT Sport war – wie bis dahin der GT – insbesondere mit Sportfahrwerk, Klimaautomatik, Sportsitzen vorne, Leder an Lenkrad, Schaltknauf und Handbremsgriff sowie einer Multifunktionsanzeige ausgestattet. Verglichen mit dem GT kamen Nebelscheinwerfer hinzu und insbesondere das elektrische Glas-Schiebe- bzw. Hebedach (nur beim deutschen Modell), wie es auch im Sondermodell Tour Edition inbegriffen ist. Ebenfalls neu und serienmäßig waren die ab der B-Säule abgedunkelten Scheiben. Im Gegensatz zu den bisherigen Varianten war beim GT Sport keine Anhängerkupplung mehr lieferbar.
Der Golf GT Sport konnte mit weiteren R-Line-Paketen ausgestattet werden.
Für den GT Sport waren fünf Otto- und drei Dieselmotoren lieferbar, also alle außer dem Ottomotor mit 59 kW (80 PS) und den GTI- und R32-Antrieben. Auch Varianten mit Allradantrieb waren verfügbar.

### Golf Plus

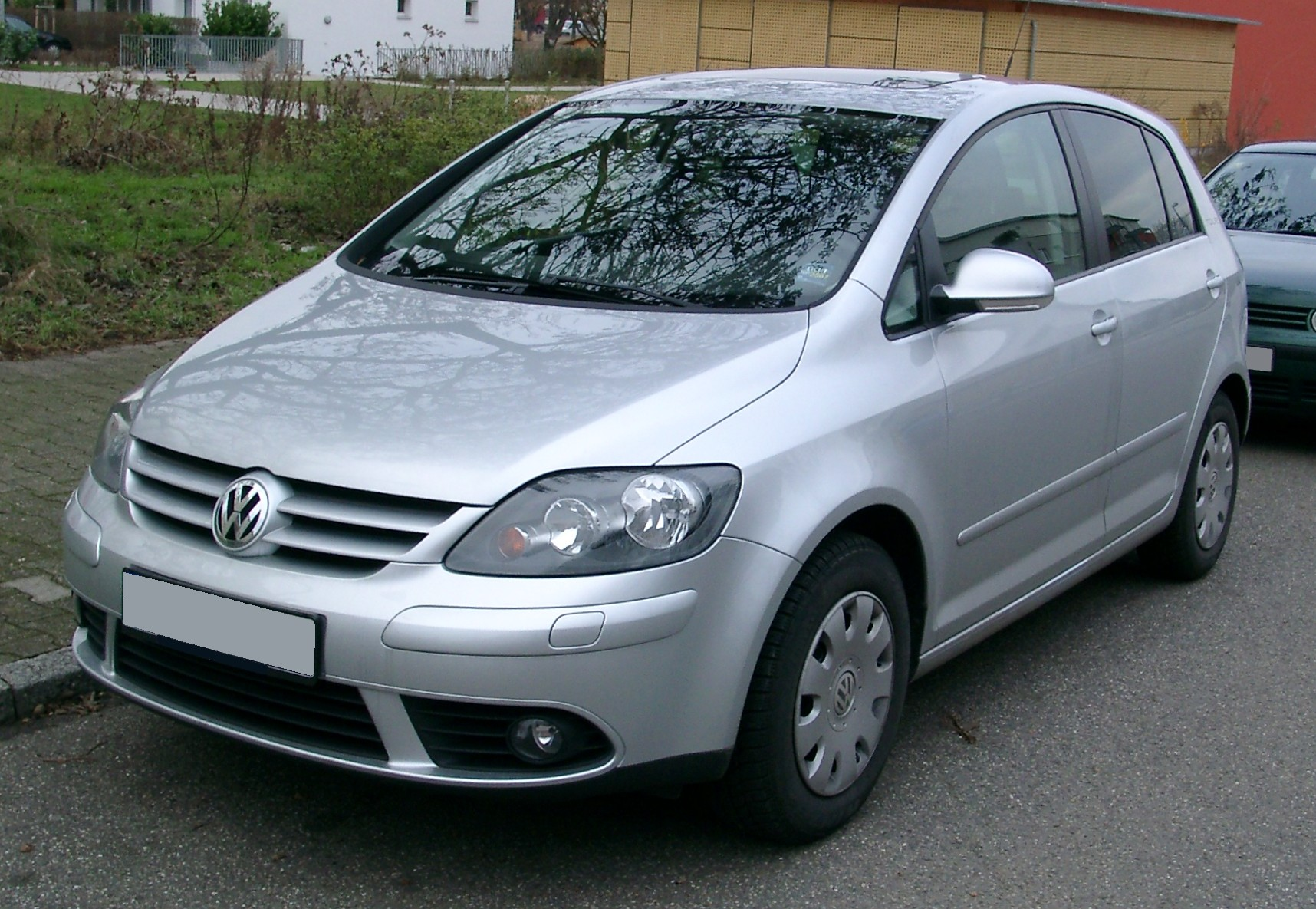
VW Golf Plus

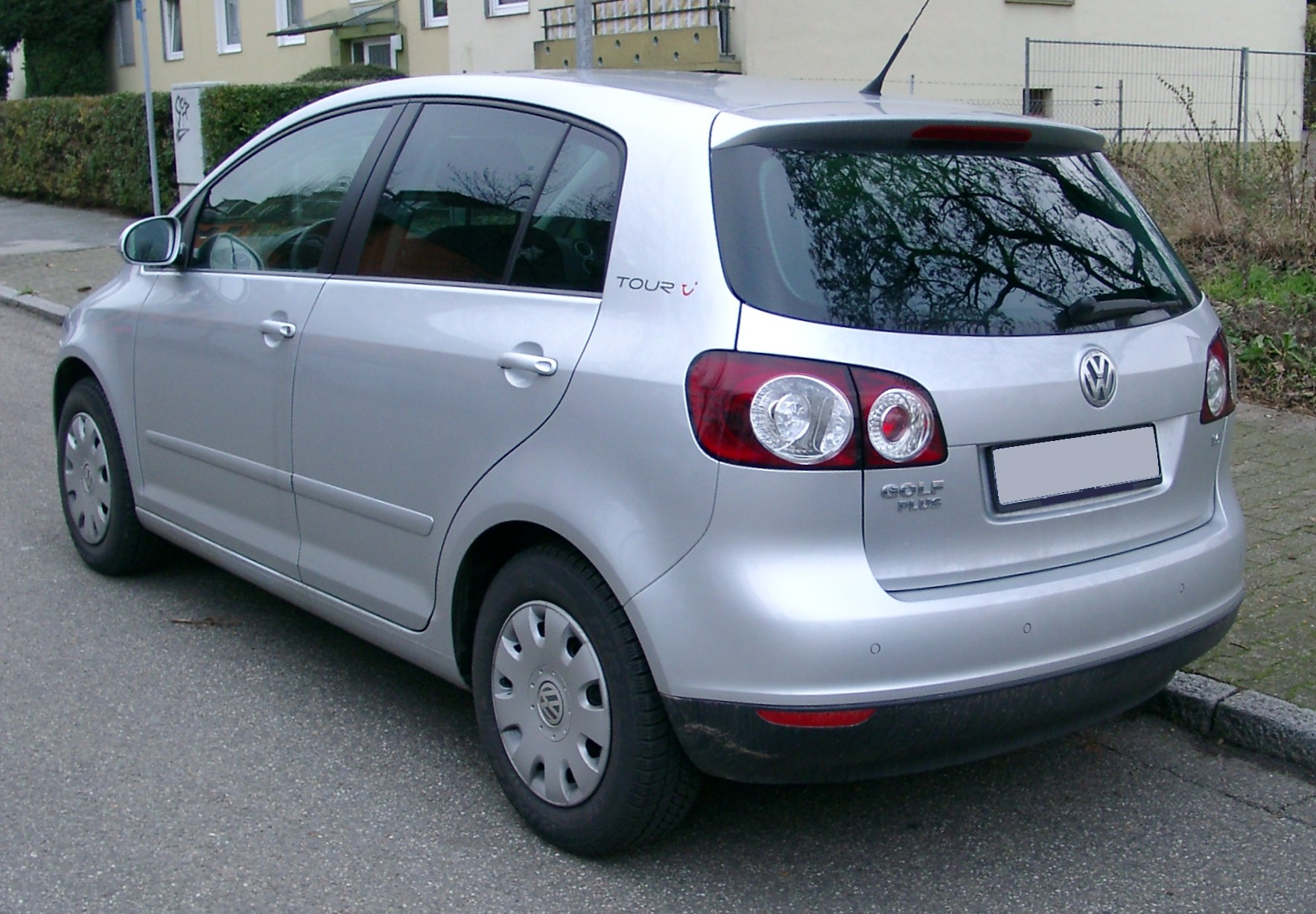
Heckansicht

Der Golf V wurde unter anderem auch als Plus-Version mit mehr Raum und erhöhtem Dach angeboten (Länge/Breite/Höhe: 4206/1759/1580 mm). Die Mini-Van-Variante des Golf hat unter anderem eine deutlich höhere Sitzposition und mehr Beinfreiheit für die Fondpassagiere. Da die Sitze erhöht installiert wurden, ist die Kopffreiheit jedoch nicht höher als in der Normalversion. Mit vielen Ablagemöglichkeiten und einem gegenüber dem Standard-Golf vergrößerten Gepäckraum (505/1450 l) ist der Golf Plus für Familien mit Kindern gedacht.
Von Februar 2006 bis Ende 2006 gab es den Golf Plus in der Sonderedition Goal. Ab Anfang 2007 war die Sonderedition Tour in Kooperation mit dem Reiseveranstalter Tui erhältlich.

### CrossGolf
Der VW CrossGolf basiert auf dem Golf Plus.

### Golf Variant

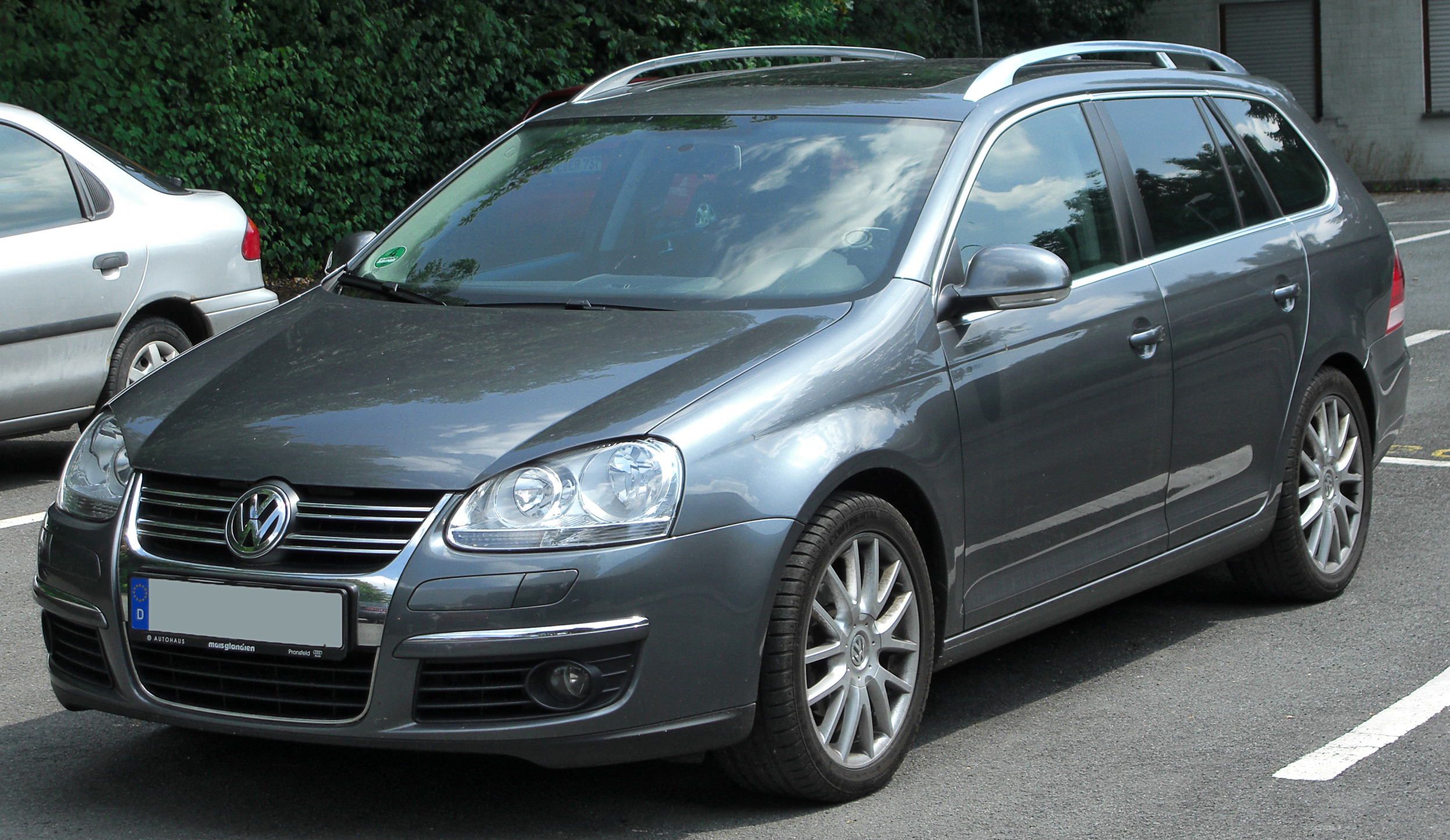
VW Golf Variant

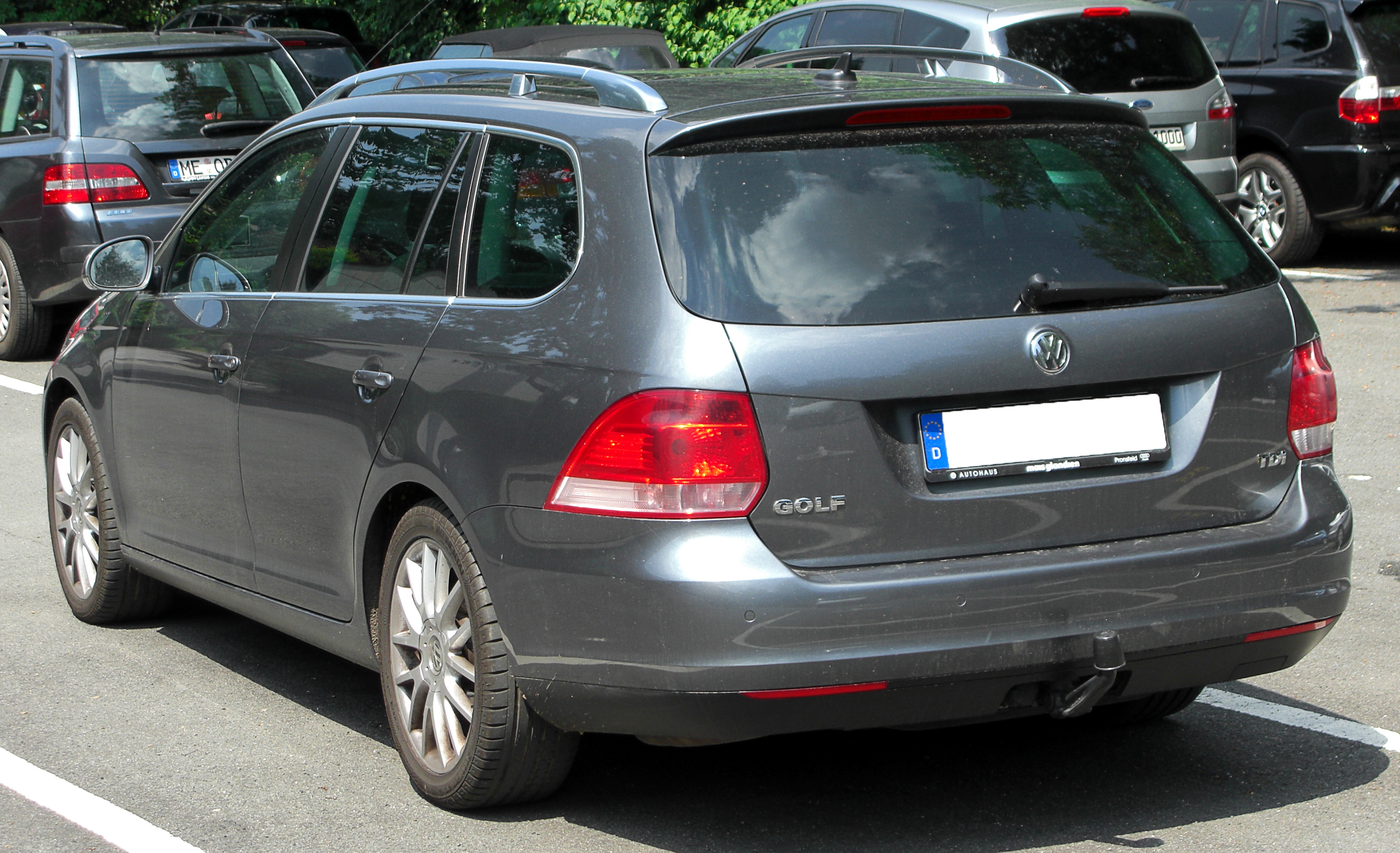
Heckansicht

Volkswagen wollte zunächst den Golf Plus als Nachfolger für den Golf IV Variant einsetzen, präsentierte dann aber im März 2007 auf dem Genfer Auto-Salon die neue Kombiversion auf Basis des VW Jetta. Mit diesem war der Variant bis zur A-Säule baugleich und mit 4,56 Metern auch ebenso lang. Am Heck waren die Rückleuchten in die Kotflügel integriert, reichten aber nicht wie beim Schrägheck in die Gepäckklappe. Das Nummernschild saß unterhalb des kleiner gestalteten VW-Emblems. Der Kofferraum fasste 505 bis 1550 Liter. Die drei Ausstattungslinien waren mit sechs (seit Sommer 2008 fünf) Motoren kombinierbar: als Ottomotor den 1,6-Liter-Motor mit 75 kW (102 PS), dem 1,4-Liter-TSI-Motor mit 90 kW (122 PS), 103 kW (140 PS) oder 125 kW (170 PS) und als Diesel mit den beiden TDI-Motoren mit 77 kW (105 PS) oder 103 kW (140 PS). Die beiden 140 bzw. 170 PS starken 1,4-TSI-Motoren wurden im Sommer 2008 (Modelljahr 2009) durch den 1,4 TSI mit 118 kW (160 PS) ersetzt. Die Preise begannen bei 18.875 Euro.
Ab Anfang November 2007 war auch der Variant in allen Ausstattungsvarianten als BlueMotion erhältlich; im Unterschied zum Serienmodell wurde der Unterboden verkleidet und die Karosserie um 15 Millimeter tiefergelegt. Der Normverbrauch der BlueMotion-Variante betrug 4,6 Liter pro 100 Kilometer, wobei wie bei der Limousine nur der 1,9-Liter-TDI-Motor (77 kW/105 PS) zum Einsatz kam. Wie bei allen BlueMotion-Modellen gab es einen Bordcomputer mit Gangwahlempfehlung und ein im dritten bis fünften Gang deutlich länger übersetztes Getriebe.
Im Mai 2009 wurde der Variant überarbeitet und die Front der des Golf VI angepasst.

## Studien

### Golf R GTI
Der Golf R GTI wurde auf der SEMA-Show 2006 in den Vereinigten Staaten vorgestellt. Zusammen mit dem US-Design-Team von Volkswagen und dem amerikanischen Tuner APR wurde dieses Auto entworfen. Sie führten damit auch das „R“-Konzept weiter. Das Auto hatte den 2,0-TFSI-Standardmotor, der dank größerem Turbolader und umfangreichen weiteren Modifikationen 279 kW (380 PS) leistete. Mit 100-Oktan-Benzin war eine Steigerung auf knapp über 294 kW (400 PS) möglich. Der Golf R GTI beschleunigte damit von 0 bis 100 km/h in 4,4 Sekunden. Bei einer Geschwindigkeit von 250 km/h wurde abgeregelt. Der Golf wurde gewichtsoptimiert: Es fanden sich viele Teile aus kohlenstofffaserverstärktem Kunststoff und statt einer Rückbank zwei Schalensitze. Der Golf R GTI war zwar kein Konzeptfahrzeug mehr, wurde aber ebenso wenig in Serie produziert.

### Golf GTI W12 650

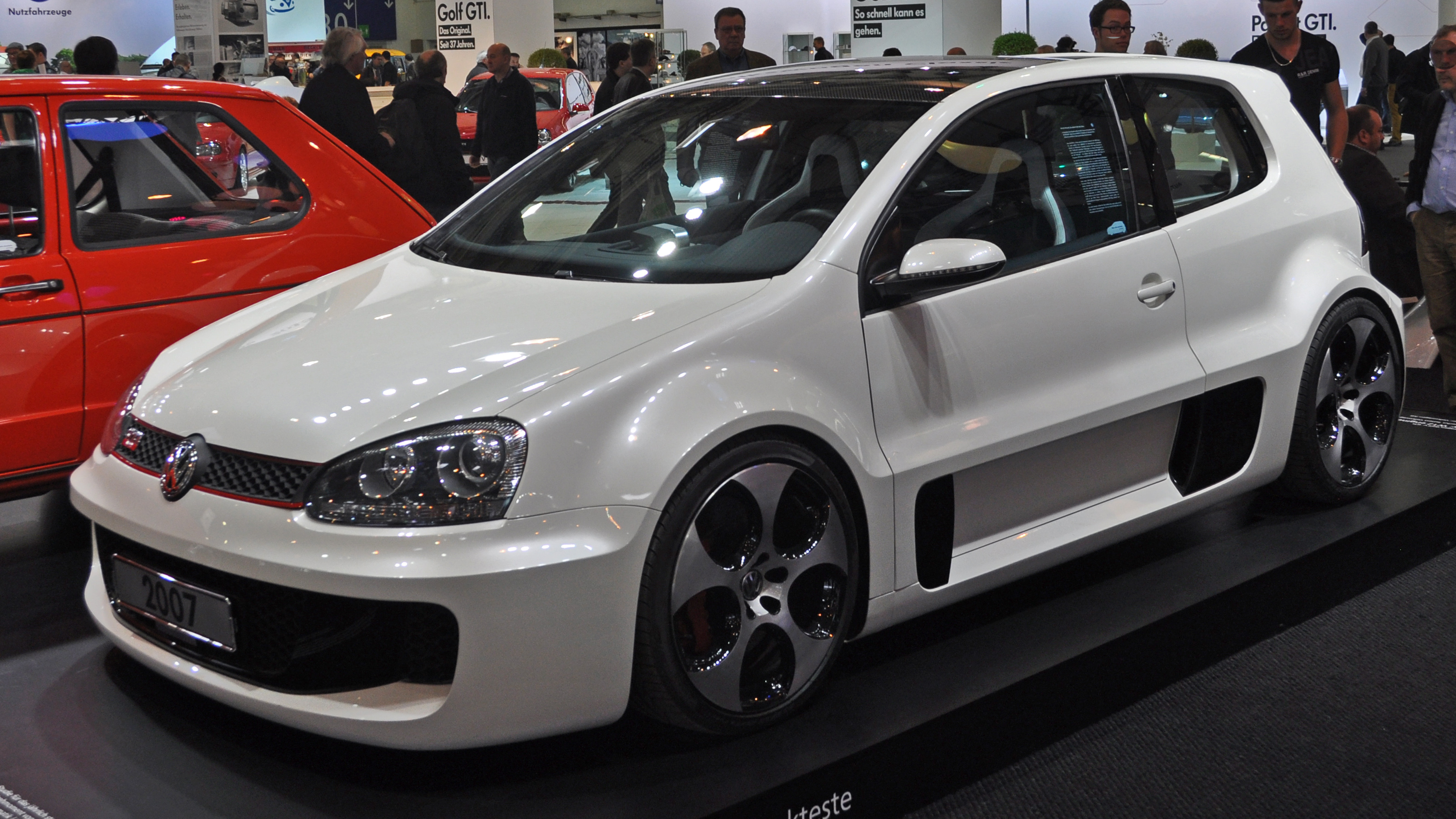
Golf GTI W12 650

Anlässlich des GTI-Treffens in Reifnitz am Wörthersee 2007 entwickelte Volkswagen die Studie GTI W12 650. Die Karosserie wurde um zwölf Zentimeter verbreitert und um acht Zentimeter abgesenkt. Die Studie stand auf 19-Zoll-Rädern im Design des Golf V GTI. Der 6,0-Liter-Biturbo-W12-Motor war vor der Hinterachse eingebaut. Er leistete 478 kW (650 PS), hatte ein Drehmoment von 750 Newtonmetern und beschleunigte das Fahrzeug in 3,7 Sekunden von 0–100 km/h. Die Höchstgeschwindigkeit lag bei 325 km/h.

## Technische Daten

### Ottomotoren 2003–2008
|                                             | 1.4                        | 1.4                        | 1.4 FSI                                  | 1.4 TSI (1)                 | 1.4 TSI (1)                            | 1.4 TSI (1)                            | 1.6                              | 1.6 FSI                                  | 2.0 FSI                                                | 2.5 (2)                      |
| Bauzeitraum                                 | 10/2003–06/2006            | 05/2006–11/2008            | 10/2003–07/2006                          | 07/2007–11/2008             | 05/2006–11/2008                        | 11/2005–11/2008                        | 01/2004–11/2008                  | 10/2003–07/2007                          | 02/2004–11/2008                                        | 2006–2008                    |
| Motorkenndaten                              |                            |                            |                                          |                             |                                        |                                        |                                  |                                          |                                                        |                              |
| Motorkennbuchstaben                         | BCA                        | BUD                        | BKG, BLN                                 | CAXA                        | BMY                                    | BLG                                    | BGU, BSE, BSF                    | BAG, BLF, BLP                            | AXW, BLR, BLX, BLY, BVY, BVZ, BVX, BMB                 | BGQ                          |
| Motortyp                                    | R4-Ottomotor               | R4-Ottomotor               | R4-Ottomotor                             | R4-Ottomotor                | R4-Ottomotor                           | R4-Ottomotor                           | R4-Ottomotor                     | R4-Ottomotor                             | R4-Ottomotor                                           | R5-Ottomotor                 |
| Anzahl Ventile pro Zylinder                 | 4                          | 4                          | 4                                        | 4                           | 4                                      | 4                                      | 2                                | 4                                        | 4                                                      | 4                            |
| Ventilsteuerung                             | DOHC, Zahnriemen           | DOHC, Zahnriemen           | DOHC, Kette                              | DOHC, Kette                 | DOHC, Kette                            | DOHC, Kette                            | OHC, Zahnriemen                  | DOHC, Kette                              | DOHC, Zahnriemen                                       | DOHC, Kette                  |
| Gemischaufbereitung                         | Saugrohreinspritzung       | Saugrohreinspritzung       | Benzindirekteinspritzung                 | Benzindirekteinspritzung    | Benzindirekteinspritzung               | Benzindirekteinspritzung               | Saugrohreinspritzung             | Benzindirekteinspritzung                 | Benzindirekteinspritzung                               | Saugrohreinspritzung         |
| Motoraufladung                              | —                          | —                          | —                                        | Turbolader, Ladeluftkühler  | Turbolader, Ladeluftkühler, Kompressor | Turbolader, Ladeluftkühler, Kompressor | —                                | —                                        | —                                                      | —                            |
| Kühlung                                     | Wasserkühlung              | Wasserkühlung              | Wasserkühlung                            | Wasserkühlung               | Wasserkühlung                          | Wasserkühlung                          | Wasserkühlung                    | Wasserkühlung                            | Wasserkühlung                                          | Wasserkühlung                |
| Bohrung × Hub                               | 76,5 × 75,6 mm             | 76,5 × 75,6 mm             | 76,5 × 75,6 mm                           | 76,5 × 75,6 mm              | 76,5 × 75,6 mm                         | 76,5 × 75,6 mm                         | 81,0 × 77,4 mm                   | 76,5 × 86,9 mm                           | 82,5 × 92,8 mm                                         | 82,5 × 92,8 mm               |
| Hubraum                                     | 1390 cm³                   | 1390 cm³                   | 1390 cm³                                 | 1390 cm³                    | 1390 cm³                               | 1390 cm³                               | 1595 cm³                         | 1598 cm³                                 | 1984 cm³                                               | 2480 cm³                     |
| Verdichtungsverhältnis                      | 10,5:1                     | 10,5:1                     | 12,0:1                                   | 10,0:1                      | 10,0:1                                 | 10,0:1                                 | 10,5:1                           | 12,0:1                                   | 11,5:1                                                 | k. A.                        |
| max. Leistung                               | 55 kW (75 PS) bei 5000/min | 59 kW (80 PS) bei 5000/min | 66 kW (90 PS) bei 5200/min               | 90 kW (122 PS) bei 5000/min | 103 kW (140 PS) bei 5600/min           | 125 kW (170 PS) bei 6000/min           | 75 kW (102 PS) bei 5600/min      | 85 kW (115 PS) bei 6000/min              | 110 kW (150 PS) bei 6000/min                           | 125 kW (170 PS) bei 5700/min |
| max. Drehmoment                             | 126 Nm bei 3800/min        | 132 Nm bei 3800/min        | 130 Nm bei 3750/min                      | 200 Nm bei 1500–4000/min    | 220 Nm bei 1500–4000/min               | 240 Nm bei 1750–4500/min               | 148 Nm bei 3800/min              | 155 Nm bei 4000/min                      | 200 Nm bei 3500/min                                    | 240 Nm bei 4250/min          |
| Kraftübertragung                            |                            |                            |                                          |                             |                                        |                                        |                                  |                                          |                                                        |                              |
| Antrieb, serienmäßig                        | Vorderradantrieb           | Vorderradantrieb           | Vorderradantrieb                         | Vorderradantrieb            | Vorderradantrieb                       | Vorderradantrieb                       | Vorderradantrieb                 | Vorderradantrieb                         | Vorderradantrieb                                       | Vorderradantrieb             |
| Antrieb, optional                           | —                          | —                          | —                                        | —                           | —                                      | —                                      | —                                | —                                        | Allradantrieb (4Motion)                                | —                            |
| Getriebe, serienmäßig                       | 5-Gang-Schaltgetriebe      | 5-Gang-Schaltgetriebe      | 5-Gang-Schaltgetriebe                    | 6-Gang-Schaltgetriebe       | 6-Gang-Schaltgetriebe                  | 6-Gang-Schaltgetriebe                  | 5-Gang-Schaltgetriebe            | 6-Gang-Schaltgetriebe                    | 6-Gang-Schaltgetriebe                                  | 5-Gang-Schaltgetriebe        |
| Getriebe, optional                          | —                          | —                          | —                                        | 7-Gang-DSG                  | 6-Gang-DSG                             | 6-Gang-DSG                             | 6-Stufen-Tiptronic               | 6-Stufen-Tiptronic                       | 6-Stufen-Tiptronic                                     | 6-Stufen-Automatikgetriebe   |
| Messwerte                                   |                            |                            |                                          |                             |                                        |                                        |                                  |                                          |                                                        |                              |
| Höchstgeschwindigkeit                       | 164 km/h                   | 168 km/h                   | 174 km/h                                 | 197 km/h mit DSG: 195 km/h  | 205 km/h mit DSG: 203 km/h             | 220 km/h mit DSG: 218 km/h             | 184 km/h mit Tiptronic: 181 km/h | 192 km/h mit Tiptronic: 189 km/h         | 209 km/h mit Tiptronic: 205 km/h mit 4Motion: 207 km/h | 209 km/h                     |
| Beschleunigung, 0–100 km/h                  | 14,7 s                     | 13,9 s                     | 12,9 s                                   | 9,4 s                       | 8,8 s                                  | 7,9 s mit DSG: 7,7 s                   | 11,4 s mit Tiptronic: 12,5 s     | 10,8 s mit Tiptronic: 11,5 s             | 8,9 s mit Tiptronic: 9,5 s mit 4Motion: 9,2 s          | k. A.                        |
| Kraftstoffverbrauch auf 100 km (kombiniert) | 6,8 l S                    | 6,9 l S                    | 6,2 l S                                  | 6,3 l S mit DSG: 5,9 l S    | 7,1 l S                                | 7,3 l SP mit DSG: 7,3 l S              | 7,4 l S mit Tiptronic: 8,2 l S   | 6,4 l S mit Tiptronic: 7,2 l S           | 8,0 l SP mit Tiptronic: 7,3 l SP mit 4Motion: 8,6 l SP | k. A.                        |
| CO2-Emission (kombiniert)                   | 163 g/km                   | 165 g/km                   | 149 g/km                                 | 149 g/km mit DSG: 139 g/km  | 169 g/km                               | 174 g/km                               | 176 g/km mit Tiptronic: 195 g/km | 154 g/km mit Tiptronic: 173 g/km         | 191 g/km mit Tiptronic: 197 g/km mit 4Motion: 205 g/km | k. A.                        |
| Bemerkungen                                 |                            |                            |                                          |                             |                                        |                                        |                                  |                                          |                                                        |                              |
|                                             |                            |                            | BKG bis KW 45/2004 nicht E10-verträglich |                             |                                        |                                        |                                  | BAG bis KW 22/2004 nicht E10-verträglich | AXW bis KW 22/2004 nicht E10-verträglich               |                              |

### Ottomotoren VW Golf GTI und R32 2003–2008
|                                                                   | 2.0 TFSI GTI                      | 2.0 TFSI GTI Edition 30      | 2.0 TFSI GTI Limited Edition 240 (1) | 3.2 R32                      |
| Bauzeitraum                                                       | 09/2004–06/2008                   | 11/2006–06/2008              | 2008                                 | 08/2005–06/2008              |
| Motorkenndaten                                                    |                                   |                              |                                      |                              |
| Motorkennung                                                      | AXX, BWA, BPY, CAWB               | BYD                          | k. A.                                | BDB, BMJ, BUB, CBRA          |
| Motortyp                                                          | R4-Ottomotor                      | R4-Ottomotor                 | R4-Ottomotor                         | VR6-Ottomotor                |
| Anzahl Ventile pro Zylinder                                       | 4                                 | 4                            | 4                                    | 4                            |
| Ventilsteuerung                                                   | DOHC, Zahnriemen + Kette          | DOHC, Zahnriemen + Kette     | DOHC, Zahnriemen + Kette             | DOHC, Kette                  |
| Gemischaufbereitung                                               | Benzindirekteinspritzung          | Benzindirekteinspritzung     | Benzindirekteinspritzung             | Saugrohreinspritzung         |
| Motoraufladung                                                    | Turbolader, Ladeluftkühler        | Turbolader, Ladeluftkühler   | Turbolader, Ladeluftkühler           | —                            |
| Kühlung                                                           | Wasserkühlung                     | Wasserkühlung                | Wasserkühlung                        | Wasserkühlung                |
| Bohrung × Hub                                                     | 82,5 × 92,8 mm                    | 82,5 × 92,8 mm               | 82,5 × 92,8 mm                       | 84,0 × 95,9 mm               |
| Hubraum                                                           | 1984 cm³                          | 1984 cm³                     | 1984 cm³                             | 3189 cm³                     |
| Verdichtungsverhältnis                                            | 10,3:1                            | 10,3:1                       | 10,3:1                               | 10,9:1                       |
| max. Leistung                                                     | 147 kW (200 PS) bei 5100–6000/min | 169 kW (230 PS) bei 5500/min | 176 kW (240 PS) bei 6000/min         | 184 kW (250 PS) bei 6300/min |
| max. Drehmoment                                                   | 280 Nm bei 1800–5000/min          | 300 Nm bei 2200–5200/min     | 330 Nm bei 2100/min                  | 320 Nm bei 2500–3000/min     |
| Kraftübertragung                                                  |                                   |                              |                                      |                              |
| Antrieb                                                           | Vorderradantrieb                  | Vorderradantrieb             | Vorderradantrieb                     | Allradantrieb (4Motion)      |
| Getriebe, serienmäßig                                             | 6-Gang-Schaltgetriebe             | 6-Gang-Schaltgetriebe        | 6-Gang-Schaltgetriebe                | 6-Gang-Schaltgetriebe        |
| Getriebe, optional                                                | 6-Gang-DSG                        | 6-Gang-DSG                   | 6-Gang-DSG                           | 6-Gang-DSG                   |
| Messwerte                                                         |                                   |                              |                                      |                              |
| Höchstgeschwindigkeit (in Klammern mit DSG)                       | 235 km/h (233 km/h)               | 245 km/h (243 km/h)          | 241 km/h (240 km/h)                  | 250 km/h (248 km/h)          |
| Beschleunigung, 0–100 km/h (in Klammern mit DSG)                  | 7,2 s (6,9 s)                     | 6,8 s (6,6 s)                | 6,7 s (6,3 s)                        | 6,5 s (6,2 s)                |
| Kraftstoffverbrauch auf 100 km (kombiniert) (in Klammern mit DSG) | 8,0 l SP (7,9 l SP)               | 8,2 l SP (7,9 l SP)          | 8,0 l SP (7,9 l SP)                  | 10,7 l SP (9,7 l SP)         |
| CO2-Emission (kombiniert) (in Klammern mit DSG)                   | 189 g/km (188 g/km)               | 194 g/km (188 g/km)          | 189 g/km (188 g/km)                  | 255 g/km (231 g/km)          |

### Dieselmotoren 2003–2008
|                                             | 2.0 SDI                    | 1.9 TDI                    | 1.9 TDI                                                               | 1.9 TDI DPF                                                   | 1.9 TDI DPF BlueMotion      | 2.0 TDI                      | 2.0 TDI                                          | 2.0 TDI DPF                                      | 2.0 TDI DPF (1)              |
| Bauzeitraum                                 | 01/2004–06/2008            | 03/2004–10/2008            | 10/2003–10/2008                                                       | 06/2005–10/2008                                               | 11/2007–10/2008             | 10/2003–10/2008              | 10/2003–10/2008                                  | 12/2004–10/2008                                  | 11/2005–11/2008              |
| Motorkenndaten                              |                            |                            |                                                                       |                                                               |                             |                              |                                                  |                                                  |                              |
| Motorbaureihe                               | VW EA188                   | VW EA188                   | VW EA188                                                              | VW EA188                                                      | VW EA188                    | VW EA188                     | VW EA188                                         | VW EA188                                         | VW EA188                     |
| Motorkennbuchstaben                         | BDK                        | BRU, BXF, BXJ              | BJB, BKC, BXE                                                         | BLS                                                           | BLS                         | AZV (2)                      | BKD                                              | BMM                                              | BMN                          |
| Motortyp                                    | R4-Dieselmotor             | R4-Dieselmotor             | R4-Dieselmotor                                                        | R4-Dieselmotor                                                | R4-Dieselmotor              | R4-Dieselmotor               | R4-Dieselmotor                                   | R4-Dieselmotor                                   | R4-Dieselmotor               |
| Anzahl Ventile pro Zylinder                 | 2                          | 2                          | 2                                                                     | 2                                                             | 2                           | 4                            | 4                                                | 2 (3)                                            | 4                            |
| Ventilsteuerung                             | OHC, Zahnriemen            | OHC, Zahnriemen            | OHC, Zahnriemen                                                       | OHC, Zahnriemen                                               | OHC, Zahnriemen             | DOHC, Zahnriemen             | DOHC, Zahnriemen                                 | OHC, Zahnriemen                                  | DOHC, Zahnriemen             |
| Gemischaufbereitung                         | Pumpe-Düse-System          | Pumpe-Düse-System          | Pumpe-Düse-System                                                     | Pumpe-Düse-System                                             | Pumpe-Düse-System           | Pumpe-Düse-System            | Pumpe-Düse-System                                | Pumpe-Düse-System                                | Pumpe-Düse-System            |
| Motoraufladung                              | —                          | Turbolader, Ladeluftkühler | Turbolader, Ladeluftkühler                                            | Turbolader, Ladeluftkühler                                    | Turbolader, Ladeluftkühler  | Turbolader, Ladeluftkühler   | Turbolader, Ladeluftkühler                       | Turbolader, Ladeluftkühler                       | Turbolader, Ladeluftkühler   |
| Kühlung                                     | Wasserkühlung              | Wasserkühlung              | Wasserkühlung                                                         | Wasserkühlung                                                 | Wasserkühlung               | Wasserkühlung                | Wasserkühlung                                    | Wasserkühlung                                    | Wasserkühlung                |
| Bohrung × Hub                               | 81,0 × 95,5 mm             | 79,5 × 95,5 mm             | 79,5 × 95,5 mm                                                        | 79,5 × 95,5 mm                                                | 79,5 × 95,5 mm              | 81,0 × 95,5 mm               | 81,0 × 95,5 mm                                   | 81,0 × 95,5 mm                                   | 81,0 × 95,5 mm               |
| Hubraum                                     | 1968 cm³                   | 1896 cm³                   | 1896 cm³                                                              | 1896 cm³                                                      | 1896 cm³                    | 1968 cm³                     | 1968 cm³                                         | 1968 cm³                                         | 1968 cm³                     |
| Verdichtungsverhältnis                      | 19,0:1                     | 19,0:1                     | 19,0:1                                                                | 19,0:1                                                        | 19,0:1                      | 18,0:1                       | 18,0:1                                           | 18,0:1                                           | 18,0:1                       |
| max. Leistung                               | 55 kW (75 PS) bei 4200/min | 66 kW (90 PS) bei 3750/min | 77 kW (105 PS) bei 4000/min                                           | 77 kW (105 PS) bei 4000/min                                   | 77 kW (105 PS) bei 4000/min | 100 kW (136 PS) bei 4000/min | 103 kW (140 PS) bei 4000/min                     | 103 kW (140 PS) bei 4000/min                     | 125 kW (170 PS) bei 4200/min |
| max. Drehmoment                             | 140 Nm bei 2200–2400/min   | 210 Nm bei 1800–2500/min   | 250 Nm bei 1900/min                                                   | 250 Nm bei 1900/min                                           | 250 Nm bei 1900/min         | 320 Nm bei 1750–2500/min     | 320 Nm bei 1750–2500/min                         | 320 Nm bei 1800–2500/min                         | 350 Nm bei 1750–2500/min     |
| Kraftübertragung                            |                            |                            |                                                                       |                                                               |                             |                              |                                                  |                                                  |                              |
| Antrieb, serienmäßig                        | Vorderradantrieb           | Vorderradantrieb           | Vorderradantrieb                                                      | Vorderradantrieb                                              | Vorderradantrieb            | Vorderradantrieb             | Vorderradantrieb                                 | Vorderradantrieb                                 | Vorderradantrieb             |
| Antrieb, optional                           | —                          | —                          | Allradantrieb (4Motion)                                               | Allradantrieb (4Motion)                                       | —                           | —                            | Allradantrieb (4Motion)                          | Allradantrieb (4Motion)                          | —                            |
| Getriebe, serienmäßig                       | 5-Gang-Schaltgetriebe      | 5-Gang-Schaltgetriebe      | 5-Gang-Schaltgetriebe                                                 | 5-Gang-Schaltgetriebe                                         | 5-Gang-Schaltgetriebe       | 6-Gang-Schaltgetriebe        | 6-Gang-Schaltgetriebe                            | 6-Gang-Schaltgetriebe                            | 6-Gang-Schaltgetriebe        |
| Getriebe, optional                          | —                          | —                          | 6-Gang-Schaltgetriebe                                                 | 6-Gang-Schaltgetriebe                                         | —                           | 6-Gang-DSG                   | 6-Gang-DSG                                       | 6-Gang-DSG                                       | 6-Gang-DSG                   |
| Getriebe, optional                          | —                          | —                          | 6-Gang-DSG                                                            |                                                               | —                           | 6-Gang-DSG                   | 6-Gang-DSG                                       | 6-Gang-DSG                                       | 6-Gang-DSG                   |
| Getriebe, optional                          | —                          | —                          | 7-Gang-DSG                                                            |                                                               | —                           | 6-Gang-DSG                   | 6-Gang-DSG                                       | 6-Gang-DSG                                       | 6-Gang-DSG                   |
| Messwerte                                   |                            |                            |                                                                       |                                                               |                             |                              |                                                  |                                                  |                              |
| Höchstgeschwindigkeit                       | 163 km/h                   | 176 km/h                   | 187 km/h mit DSG: 185 km/h mit 4Motion: 185 km/h                      | 187 km/h mit DSG: 185 km/h mit 4Motion: 185 km/h              | 190 km/h                    | 203 km/h mit DSG: 200 km/h   | 205 km/h mit DSG: 203 km/h mit 4Motion: 203 km/h | 205 km/h mit DSG: 203 km/h mit 4Motion: 203 km/h | 220 km/h mit DSG: 218 km/h   |
| Beschleunigung, 0–100 km/h                  | 16,7 s                     | 12,9 s                     | 11,3 s mit 6-Gang: 11,1 s mit DSG: 11,2 s mit 4Motion: 12,1 s         | 11,3 s mit 6-Gang: 11,1 s mit DSG: 11,2 s mit 4Motion: 12,1 s | 11,3 s                      | 9,4 s                        | 9,3 s mit 4Motion: 9,5 s                         | 9,3 s mit 4Motion: 9,5 s                         | 8,2 s                        |
| Kraftstoffverbrauch auf 100 km (kombiniert) | 5,4 l D                    | 5,0 l D                    | 5,0 l D mit 6-Gang: 5,4 l D mit DSG: 5,8 l D mit 4Motion: 6,0 l D     | 5,1 l D mit 6-Gang: 5,5 l D mit 4Motion: 6,0 l D              | 4,5 l D                     | 5,3 l D mit DSG: 6,0 l D     | 5,5 l D mit DSG: 6,0 l D mit 4Motion: 5,9 l D    | 5,5 l D mit DSG: 6,0 l D mit 4Motion: 6,2 l D    | 5,9 l D mit DSG: 6,4 l D     |
| CO2-Emission (kombiniert)                   | 143 g/km                   | 132 g/km mit DPF: 135 g/km | 132 g/km mit 6-Gang: 143 g/km mit DSG: 153 g/km mit 4Motion: 158 g/km | 135 g/km mit 6-Gang: 145 g/km mit 4Motion: 158 g/km           | 119 g/km                    | 140 g/km mit DSG: 159 g/km   | 145 g/km mit DSG: 159 g/km mit 4Motion: 156 g/km | 145 g/km mit DSG: 159 g/km mit 4Motion: 164 g/km | 156 g/km mit DSG: 169 g/km   |

## Lackfarben
Den Golf V gab es in verschiedenen Standard-Lackvarianten sowie besonderen Spezial-Lackvarianten. Im Folgenden sind alle erhältlichen Lackvarianten aufgelistet:
Gelb
- Sunflower LB1B (Pirelli)
- Giallo Midas L0G1B8 (Speed Edition)
- Ginstergelb 9161

Orange
- Arancio Boreal Metallic L0E2 (Speed Edition)
- Copper Orange Metallic LA2W (Sondermodell "GOAL")

Rot
- Sunset Red Metallic LA3X
- Colarot 2000 LP3K
- Tornadorot LY3D
- Flashrot LP3G

Rotviolett
- Dark Burgundy Perleffekt LC3U

Violett
- Violett Touch Perleffekt 9074
- Dark Violett Perleffekt 9968

Blau-Violett
- Perlblau LA5G
- Laserblue Perleffect LC5J
- Shadowblue Metallic LD5Q

Blau
- Costalblue-perleffekt Metallic C5G
- Silberblau Metallic LB5S
- Lichtblau L535
- New Riverblue Metallic LA5S
- Blau L59Q
- Heaven Blue Metallic LP5X (Sondermodell “United”)
- Technoblau Perleffek LW5Y
- Mercatoblau Metallic LA5M
- Ultramarinblau L633
- Ravennablau Metallic LA5W
- Inkyblue Perleffekt LC5X
- Deep Blue Perleffekt LB5R (Golf R32)
- Bluegraphit Perleffect LC5F
- Moonlight Blue Perleffekt LC5M
- Olympiablau Perleffekt LA5K (Sondermodell "TOUR")

Blau-Grün-Türkis
- Bluespirit Perleffekt 9958

Grün
- Cosmicgrün metallic LA6P
- Sagegreen metallic LA6Q
- Frescogruen metallic LA6W
- Brightgreen perleffekt LC6M
- Greencollection perleffekt LC6W
- Racinggrün LK6U
- Minzgrün 9680
- Resedagrün 9623

Silber
- Reflexsilber metallic LA7W

Weiß
- Candyweiß LB9A B4

Grau
- Silbergrau Metallic 9072
- Unitedgrey Metallic LA7T
- Zinngrau metallic LA7Y
- Platiniumgrey Metallic LD7X
- Urbangrey Metallic LD7W

Schwarz
- Uni-Schwarz L041
- Black Magic perleffect LC9Z

## Verbrauch
Der kleinste Ottomotor hat mit 59 kW (80 PS) einen Verbrauch von 8,5 Litern innerorts, 5,1 Litern außerorts und 6,4 Litern kombiniert auf 100 km bei einem Leergewicht von 1142 Kilogramm.

## Logos der Golf-V-Sondermodelle

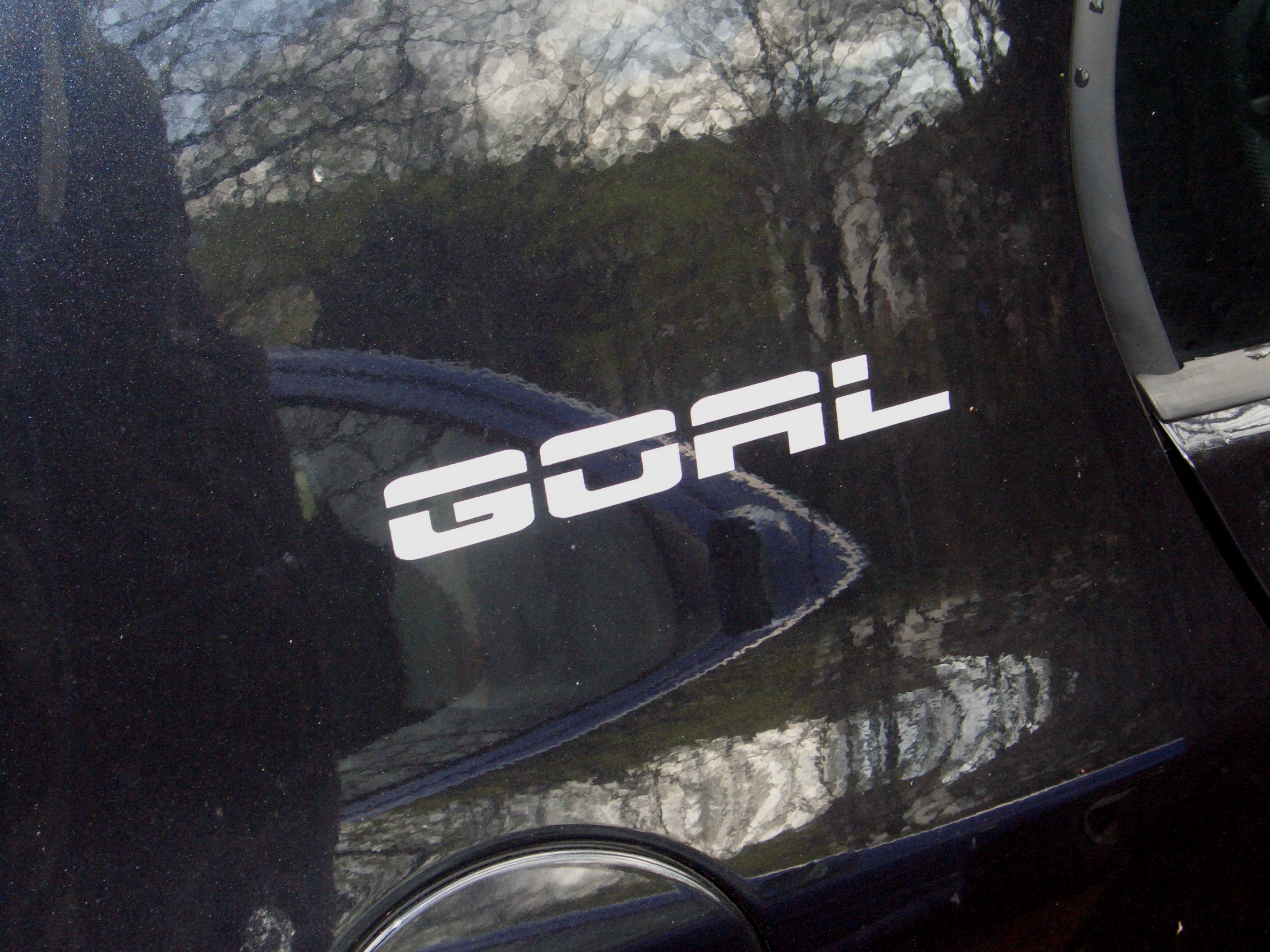
VW Golf V Goal (2006)
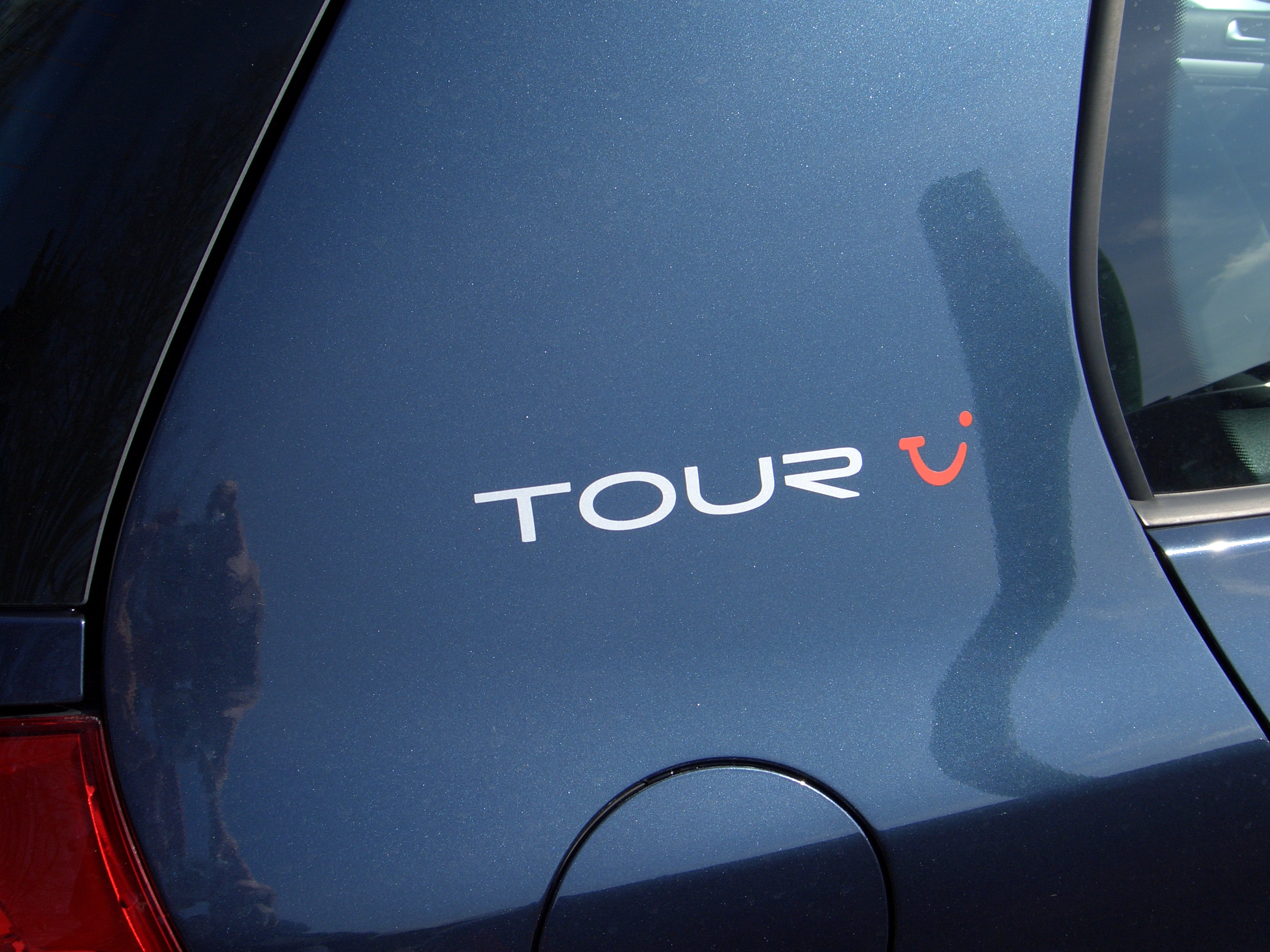
VW Golf V Tour (2007)
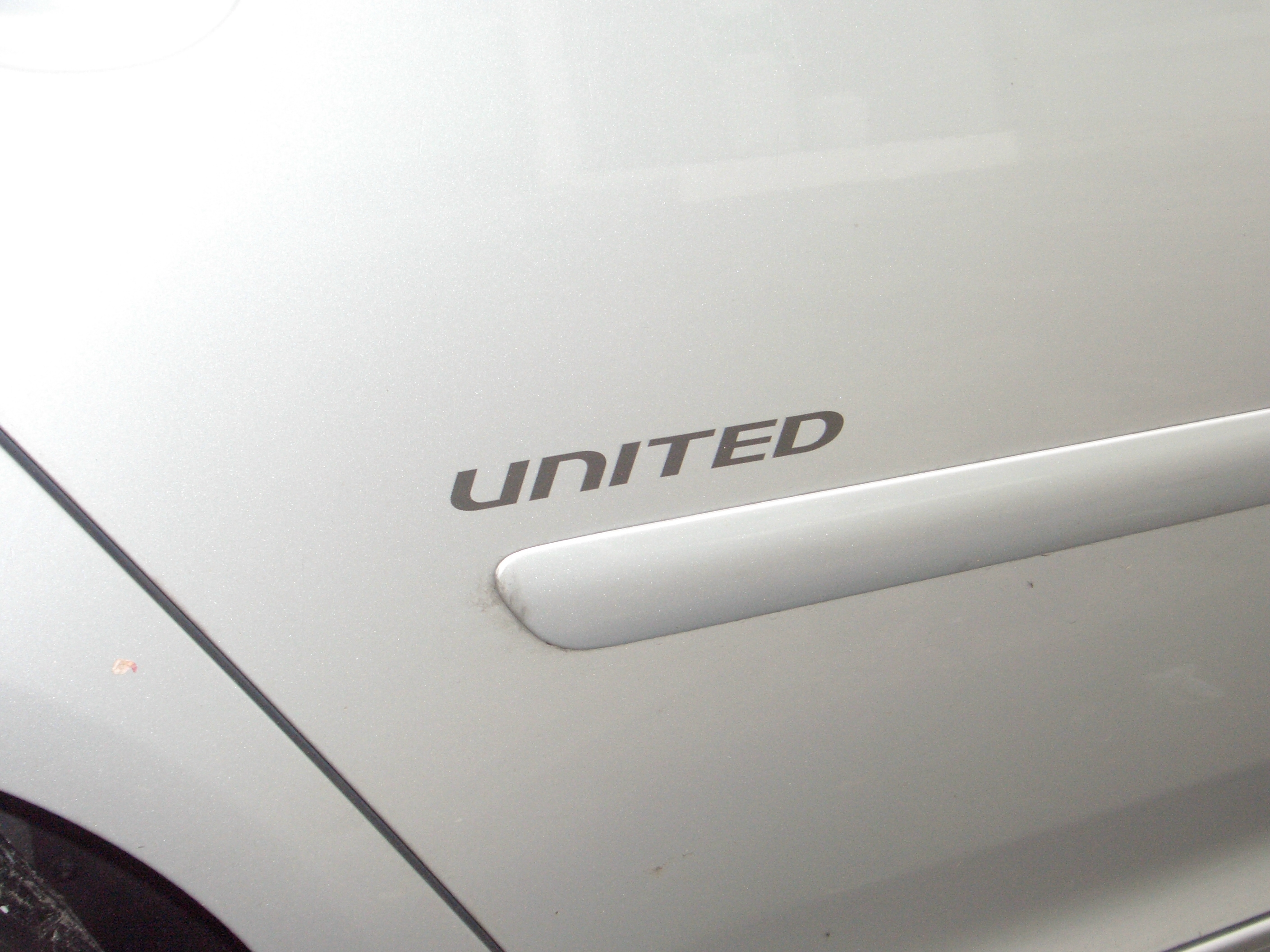
VW Golf V United (2008)